# Villeneuve-de-Marc
Pour les articles homonymes, voir Villeneuve.
Villeneuve-de-Marc est une commune française située dans le département de l'Isère, en région Auvergne-Rhône-Alpes.
Le territoire de la commune héberge de nombreux châteaux datant de différentes périodes historiques ainsi que le site de l'ancienne abbaye cistercienne de Bonnevaux, édifiée au Moyen Âge puis pillée lors de la période révolutionnaire et dont il ne subsiste plus aucun vestige notable.
La commune héberge également une partie du massif forestier de Bonnevaux qui compte de nombreux étangs, la plupart créés par les moines de l'abbaye. Ces étendues d'eau, à l'écart des grandes agglomérations et gérées de façon raisonnables ont permis le développement d’une biodiversité importante avec une grande diversité d'espèces faunistiques et floristiques.
Les habitants de Villeneuve-de-Marc sont dénommés les Villeneuvois.

## Géographie

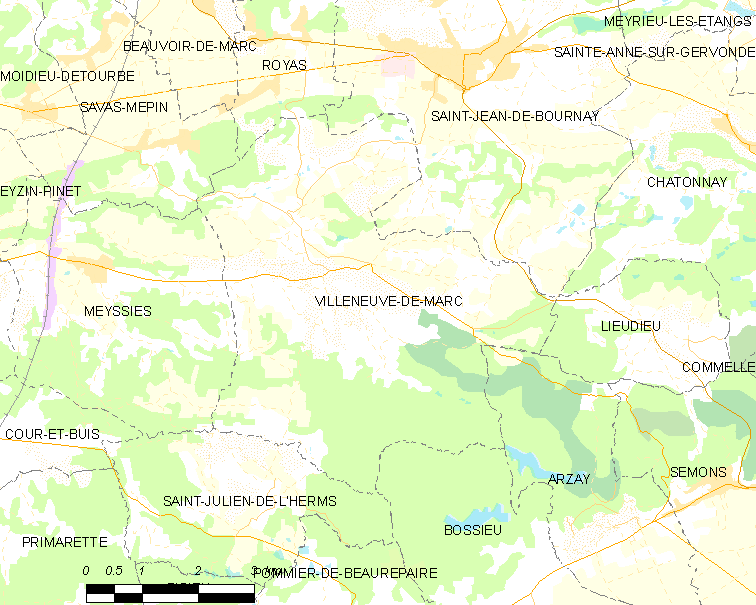
Carte de Villeneuve-de-Marc et des communes voisines

### Situation et description

#### Situation
La commune de Villeneuve-de-Marc se situe dans le sud-est de la France dans le nord-ouest du département de l'Isère à 76 km au nord-ouest de Grenoble, préfecture du département de l'Isère, à 52 km au sud-est de Lyon, préfecture de la région Auvergne-Rhône-Alpes, à 305 km au nord de Marseille et 512 km au sud-est de Paris.
Elle est plus précisément positionnée entre la vallée du Rhône à l'ouest et la forêt de Bonnevaux à l'est, dans le secteur de Bièvre-Valloire. À ce titre, la commune a adhéré à la collectivité de la communauté de communes Entre Bièvre et Rhône.
Le village est installé à une altitude moyenne de 434 mètres et il est riverain de la commune de Saint-Jean-de-Bournay, principale ville du secteur et siège de l'ancienne communauté de communes de la région Saint-Jeannaise.

#### Description
Il s'agit d'une petite commune essentiellement rurale d'un peu plus de 1 000 habitants à l'écart des grandes voies de circulation, située en lisière du grand massif forestier de Bonnevaux,

### Géologie
Le plateau de Bonnevaux (ou des Bonnevaux) culmine à environ 500 mètres d'altitude au niveau de la commune. À l'instar de son voisin, le plateau de Chambaran, ce relief est constitué d'une base géologique en molasse miocène. Le cailloutis de ce plateau comprend essentiellement des quartzites et autres roches siliceuses très fortement altérées. Dans de plus grandes profondeurs cette formation renferme également des roches cristallines et calcaires, également très altérées. Les textures de sol sont limoneuses et argileuses.

### Communes limitrophes
| Savas-Mépin             | Royas              | Saint-Jean-de-Bournay                          |
| Meyssiez                | Villeneuve-de-Marc | Lieudieu                                       |
| Saint-Julien-de-l'Herms | Bossieu            | Porte-des-Bonnevaux (ancienne commune d'Arzay) |

### Hydrographie

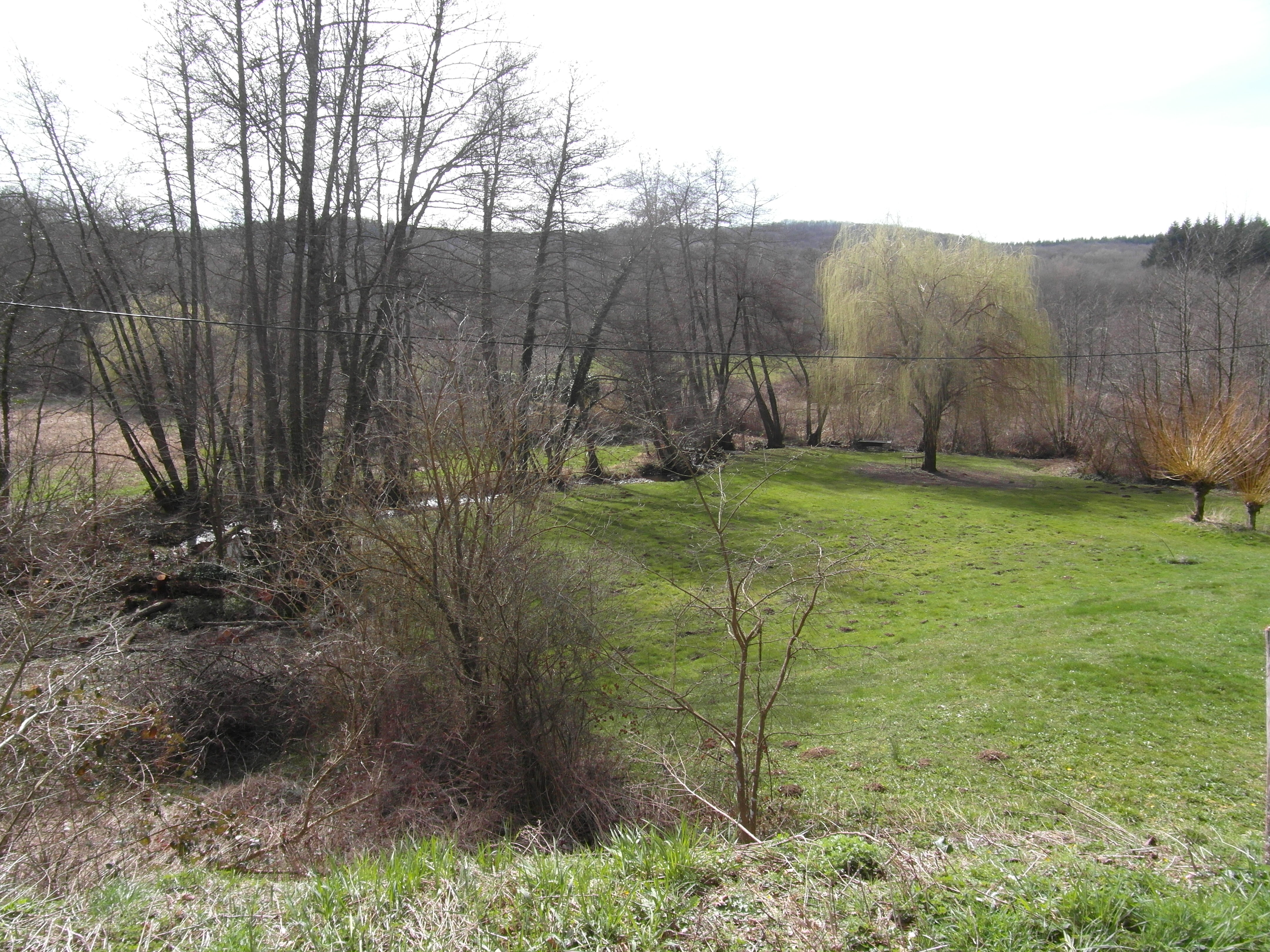
La Gère dans le secteur du Pont Rouge

La Gère, d'une longueur totale de 34,5 km de longueur, est la principale rivière de la commune. Celle-ci prend sa source dans l'Est de la forêt de Bonnevaux à l'Étang de la Grande Tuilière, sur la commune de Châtonnay, à 549 m d'altitude. Elle traverse le territoire de la commune en passant au sud du bourg central selon un axe ouest-est, avant de confluer avec le Rhône à Vienne.
Cette rivière, au débit irrégulier, compte de nombreux petits affluents dans la commune dont le ruisseau de Girieux (rg), l'Auron ou ruisseau de la Combe Jacob (rg), le Grand Ruisseau (rg) et la Valaise (rd).
La commune héberge également de nombreux étangs créés à l'époque médiévale par les moines de l'ancienne abbaye de Bonnevaux.

### Climat
Pour des articles plus généraux, voir Climat d'Auvergne-Rhône-Alpes et Climat de l'Isère.
En 2010, le climat de la commune est de type climat des marges montargnardes, selon une étude du Centre national de la recherche scientifique s'appuyant sur une série de données couvrant la période 1971-2000. En 2020, Météo-France publie une typologie des climats de la France métropolitaine dans laquelle la commune est exposée à un climat de montagne ou de marges de montagne et est dans la région climatique Moyenne vallée du Rhône, caractérisée par un bon ensoleillement en été (fraction d’insolation > 60 %), une forte amplitude thermique annuelle (4 à 20 °C), un air sec en toutes saisons, orageux en été, des vents forts (mistral), une pluviométrie élevée en automne (250 à 300 mm).
Pour la période 1971-2000, la température annuelle moyenne est de 10,7 °C, avec une amplitude thermique annuelle de 17,5 °C. Le cumul annuel moyen de précipitations est de 987 mm, avec 9,9 jours de précipitations en janvier et 6,4 jours en juillet. Pour la période 1991-2020, la température moyenne annuelle observée sur la station météorologique de Météo-France la plus proche, « Luzinay », sur la commune de Luzinay à 17 km à vol d'oiseau, est de 12,7 °C et le cumul annuel moyen de précipitations est de 928,1 mm,. Pour l'avenir, les paramètres climatiques de la commune estimés pour 2050 selon différents scénarios d'émission de gaz à effet de serre sont consultables sur un site dédié publié par Météo-France en novembre 2022.

## Urbanisme

### Typologie
Au 1er janvier 2024, Villeneuve-de-Marc est catégorisée commune rurale à habitat dispersé, selon la nouvelle grille communale de densité à sept niveaux définie par l'Insee en 2022.
Elle est située hors unité urbaine. Par ailleurs la commune fait partie de l'aire d'attraction de Lyon, dont elle est une commune de la couronne,. Cette aire, qui regroupe 397 communes, est catégorisée dans les aires de 700 000 habitants ou plus (hors Paris),.

### Occupation des sols
L'occupation des sols de la commune, telle qu'elle ressort de la base de données européenne d’occupation biophysique des sols Corine Land Cover (CLC), est marquée par l'importance des territoires agricoles (64,8 % en 2018), en diminution par rapport à 1990 (65,9 %). La répartition détaillée en 2018 est la suivante : 
forêts (34,2 %), zones agricoles hétérogènes (28,9 %), terres arables (23,5 %), prairies (12,4 %), zones urbanisées (1 %). L'évolution de l’occupation des sols de la commune et de ses infrastructures peut être observée sur les différentes représentations cartographiques du territoire : la carte de Cassini (XVIIIe siècle), la carte d'état-major (1820-1866) et les cartes ou photos aériennes de l'IGN pour la période actuelle (1950 à aujourd'hui).

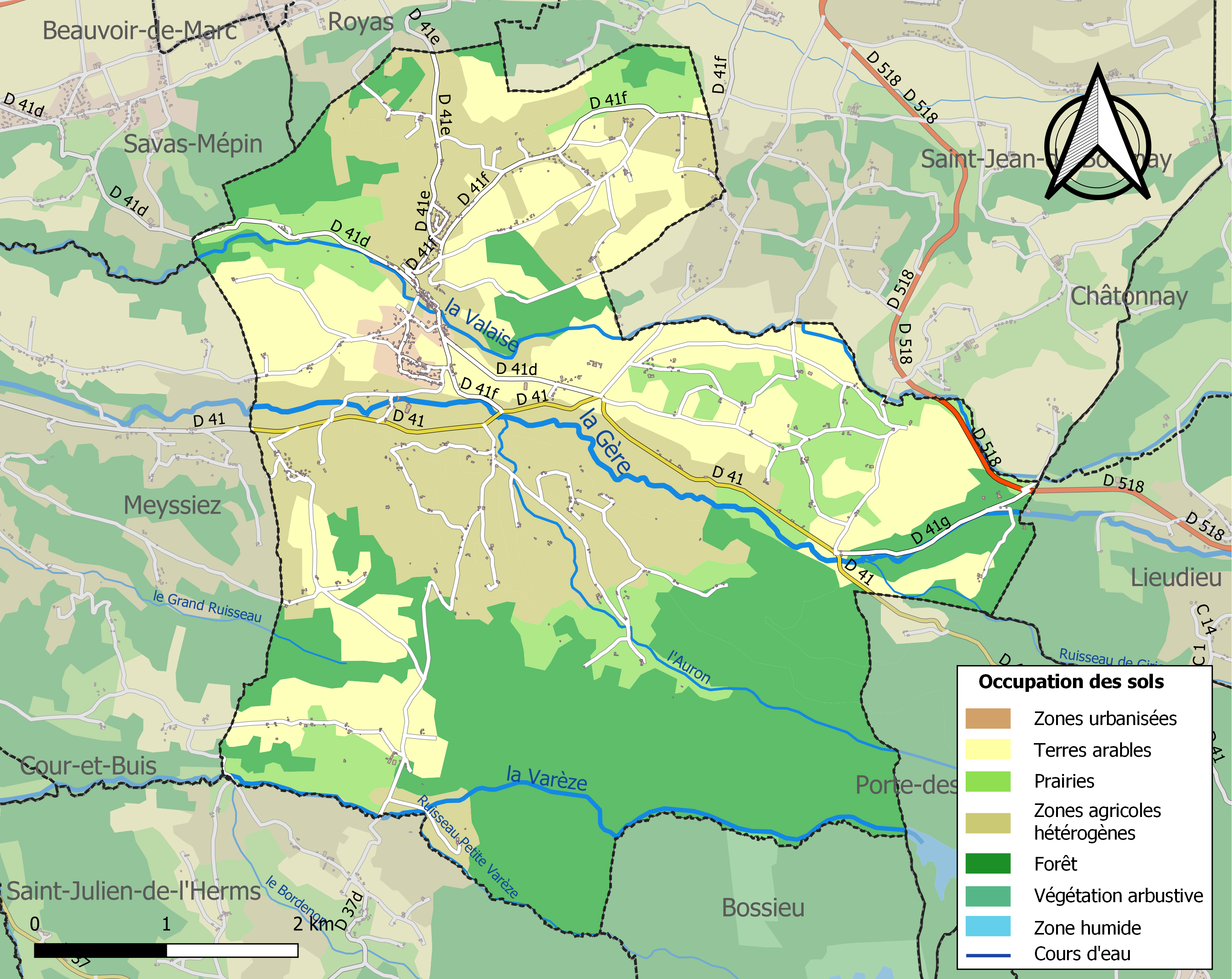
Carte des infrastructures et de l'occupation des sols de la commune en 2018 (CLC).

### Morphologie urbaine
Le bourg central dans lequel se situe la mairie, l'école et l'église constitue la plus grande partie de l'agglomération. Il existe cependant de nombreux hameaux épars sur tout le territoire. l'ensemble est composé essentiellement de maison individuelles, de fermes, pour la plupart réaménagées en maisons de résidence et de rares petits immeubles.

### Hameaux, lieux-dits et écarts
Voici, ci-dessous, la liste la plus complète possible des divers hameaux, quartiers et lieux-dits résidentiels urbains comme ruraux, ainsi que les écarts qui composent le territoire de la commune de Charavines, présentés selon les références toponymiques fournies par le site géoportail de l'Institut géographique national.
| - Maison Pellet - les Bois - Chez Duranton - Vernéon - Moussey - Maison Clerc - le Geivrier - Maison Anselme - Buffevent - Maison Nicollet | - Maison Bardin - Maison Moiroud - Maison Durand - l'Antay - Plantin - Maison Danger - le Nicolas - Maison Mathias - Maison Quemin - Maison Serclérat | - Maison Gautier - Ruas - Serpollier - Maison Michel - Talavernay - Maison Montagna - Maison Poulet - Maison Perrier - Maison Berthier - Maison Rabillou | - les Valèzes - les Grillères - Maison Baudran - Maison Piolat - Maison Pillaud - Maison Gonin - la Tullière - Maison Chapiot - Maison Vial - Maison Buthion | - Chartier - le feytas - Maison Berry - les Grillères - le Pont Rouge - Bourgariot - Bonnevaux (ancienne abbaye) - Pouponnière - le Grand Planot |

### Voies de communications et transports

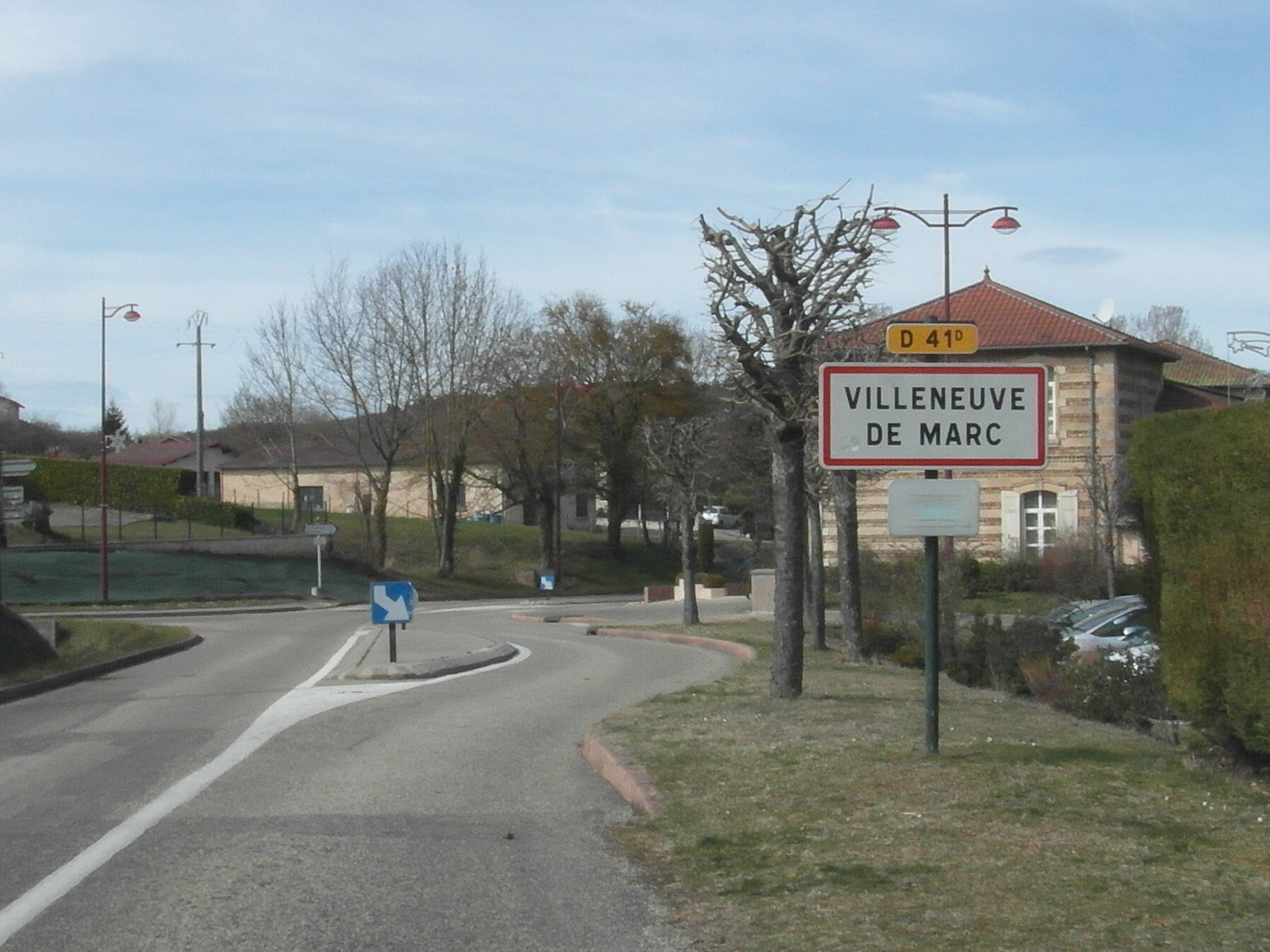
Entrée de Villeneuve-de-Marc

Le territoire communal est traversé par une plusieurs routes départementales.
L'ancienne route nationale 518 reliant Lyon à Die a été reclassée en RD518 longe les limites orientales de la commune (en limites de la commune de Châtonnay) et passe à proximité de l'ancienne abbaye.
Sur cette route, un panneau routier indiquant la RD41g et qui rejoint la RD41, route de Villeneuve-de-Marc permet de traverser la forêt et de rejoindre le bourg central.
La RD41d (en direction de Savas-Mépin) et la RD41f (en direction de Saint-Jean-de-Bournay) sillonnent le territoire communal depuis le bourg central.

### Risques naturels et technologiques

#### Risques sismiques
L'ensemble du territoire de la commune de Villeneuve-de-Marc est situé en zone de sismicité n°3 (sur une échelle de 1 à 5), comme la plupart des communes de son secteur géographique.
| Type de zone | Niveau            | Définitions (bâtiment à risque normal) |
| ------------ | ----------------- | -------------------------------------- |
| Zone 3       | Sismicité modérée | accélération = 1,1 m/s2                |

## Histoire

### Préhistoire, Antiquité
Le secteur actuel de la commune de Villeneuve-de-Marc se situe à l'ouest du territoire antique des Allobroges, ensemble de tribus gauloises occupant l'ancienne Savoie, ainsi que la partie du Dauphiné, située au nord de la rivière Isère.

### Moyen Âge et Renaissance
6e siècle : 

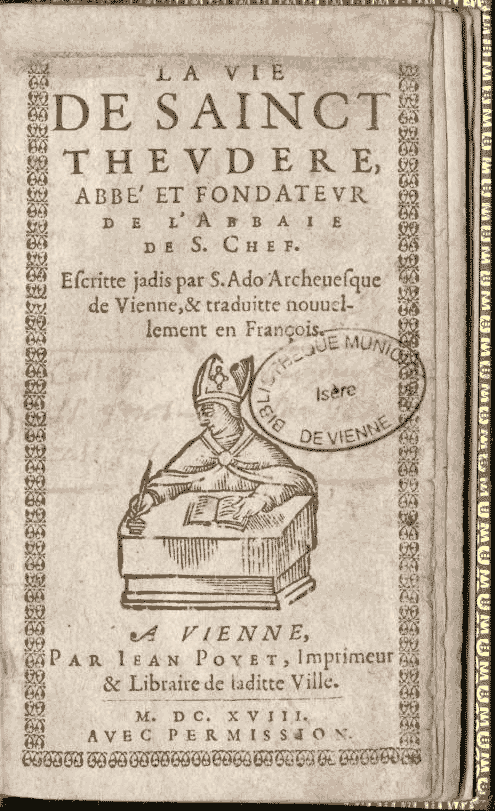
La vie de Saint Theudère, collection Médiathèque de Vienne (Isère)

La plus ancienne source écrite connue à ce jour qui évoque l'histoire de Villeneuve-de-Marc est un récit d'Adon (800-875), archevêque de Vienne. Dans sa "Vie de Saint Theudère (500-575)", il fait le récit de la fondation de l'église de Saint-Symphorien-de-Marc, village dont le transfert de la population donnera plus tard naissance au village de Villeneuve-de-Marc. Cette fondation aurait eu lieu vers vers 540-550, mais la "Vie de Saint Theudère" étant un récit hagiographique, la source est incertaine. Seules des fouilles archéologiques pourraient donner une datation probable.
9e siècle :
L'église de Saint-Symphorien est mentionnée dans une charte en 857, comme faisant partie de ''l'ager Carentennacum", c'est-à-dire "le territoire de Charantonnay".
12e siècle :
Gui de Bourgogne, archevêque de Vienne et futur pape sous le nom de Calixte II, fonde l'abbaye cistercienne de Bonnevaux en 1117 sur le territoire de la paroisse de  Saint-Symphorien-de-Marc qui deviendra par la suite la commune de Villeneuve-de-Marc.

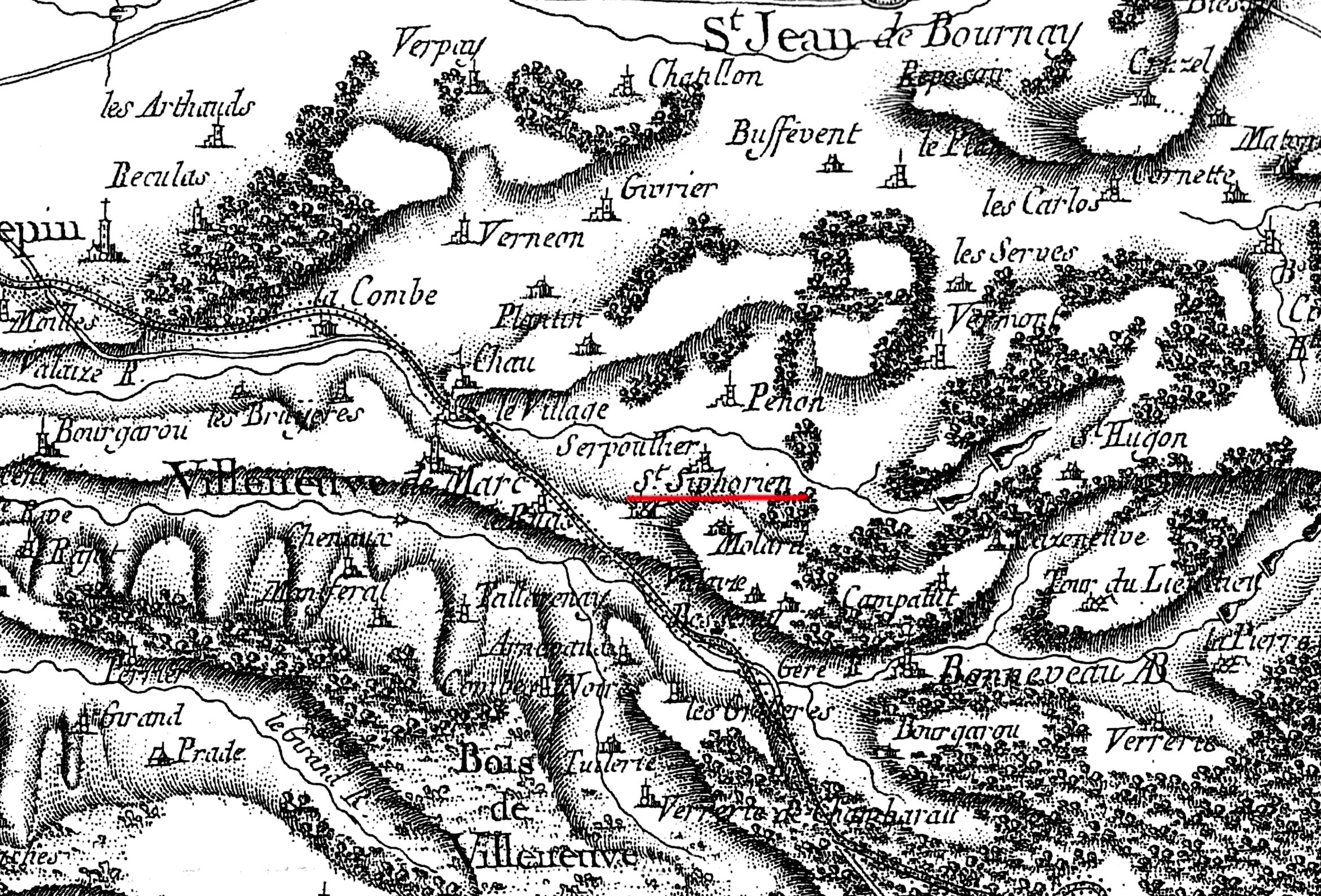
Extrait de la carte de Cassini (18e siècle)

C'est probablement dans ce contexte que les habitants de Saint-Symphorien-de-Marc, village aujourd'hui disparu qui était situé entre les hameaux actuels du Serpollier et du Pont Rouge, ont été déplacés. Une bulle du Pape Alexandre III datée d'avril 1170  interdisant la présence d’habitations près de l’abbaye, afin de créer un « désert cistercien » sans présence humaine autour du monastère, permet de le croire : "Alexander III prohibet ne quisquam juxta abbatiam Bonaevallis domos vel grangias aedificet» («Alexandre III interdit  à toutes personnes de bâtir ni maisons ni granges près de l'abbaye de Bonnevaux").
Une autre hypothèse de ce transfert de population pourrait être formulée dans le cadre de la féodalité et des guerres entre Dauphiné et Savoie. Les puissants seigneurs de Beauvoir (dont le fief principal était à Beauvoir-de-Marc)  semblent avoir joué un rôle capital dans la fondation d'un nouveau village. Avant que le château de Villeneuve ne soit édifié de nombreuses sources signalent l'existence d'une "tour qui dominait le cours du torrent de Valaise" qui était la possession des seigneurs de Beauvoir. Ceux-ci entendaient certainement contrôler une zone frontière entre Dauphiné et Savoie, sur un lieu de passage.

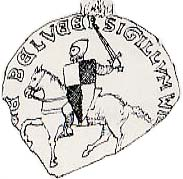
Blason des seigneurs de Beauvoir

Le nom du village lui-même nous met sur la voie : en 1348 Amédée de Beauvoir prête hommage pour la terre de "Villanova de Marcho". Le terme de "marcho", "marche" en français contemporain, signifie "frontière" : nous sommes bien dans le cadre de la fondation d'un nouveau village sur un point stratégique.
Cette création d'un nouveau village semble avoir eu lieu dans les années 1160-1180, période qui correspond au grand mouvement de défrichements assorti de création de "villes neuves" si bien analysé par l'historien médiéviste Georges Duby.
Le village se développa au détriment du site de St Symphorien qui semble petit à petit avoir été abandonné, ne subsistant qu'en tant que hameau. Le nom de l'ancien village apparaît encore sur les cartes anciennes, comme la carte de Cassini (18e siècle). A l'heure actuelle il faudrait recourir à des fouilles archéologiques pour en certifier l'emplacement.
13e siècle :
pendant la période féodale le village fut entouré d'un rempart et la tour des de Beauvoir devint un château. En 1272 Guillaume de Beauvoir, seigneur de Villeneuve, accorde des libertés et franchises aux habitants de la communauté : ces privilèges sont assortis de règles constituant une sorte de droit local, régulant la vie économique et sociale.
14e siècle :
le 9 mars1389, une délégation de Villeneuvois demande au châtelain que leurs droits accordés jadis soient respectés. C'est la plus ancienne preuve écrite d'une action municipale à Villeneuve-de-Marc.
Situé sur un chemin de grand passage, le village bénéficie d'une situation favorable. Cependant les retombées économiques générées par cette position sont contrebalancées par un fléau que les Villeneuvois ont dû subir jusqu'au 18e siècle : le passage des armées royales. Cela impliquait le logement des gens de troupe, à une époque où les casernes n'existaient pas encore. Les archives de la commune relatent ainsi les coûts engendrés par cette obligation, souvent peu dédommagés par l'administration, et les exactions commises par les soldats.
15e siècle :

En 1494 la cité a été honorée par le passage du Roi Charles VIII et de son épouse Anne de Bretagne à Villeneuve (ils dînent au château). Ils se rendaient en Italie pour aller s'emparer de Rome puis de Naples à l'occasion de la première Guerre d'Italie et qui aboutira au Traité de Verceil qui mettront fin à leurs ambitions.

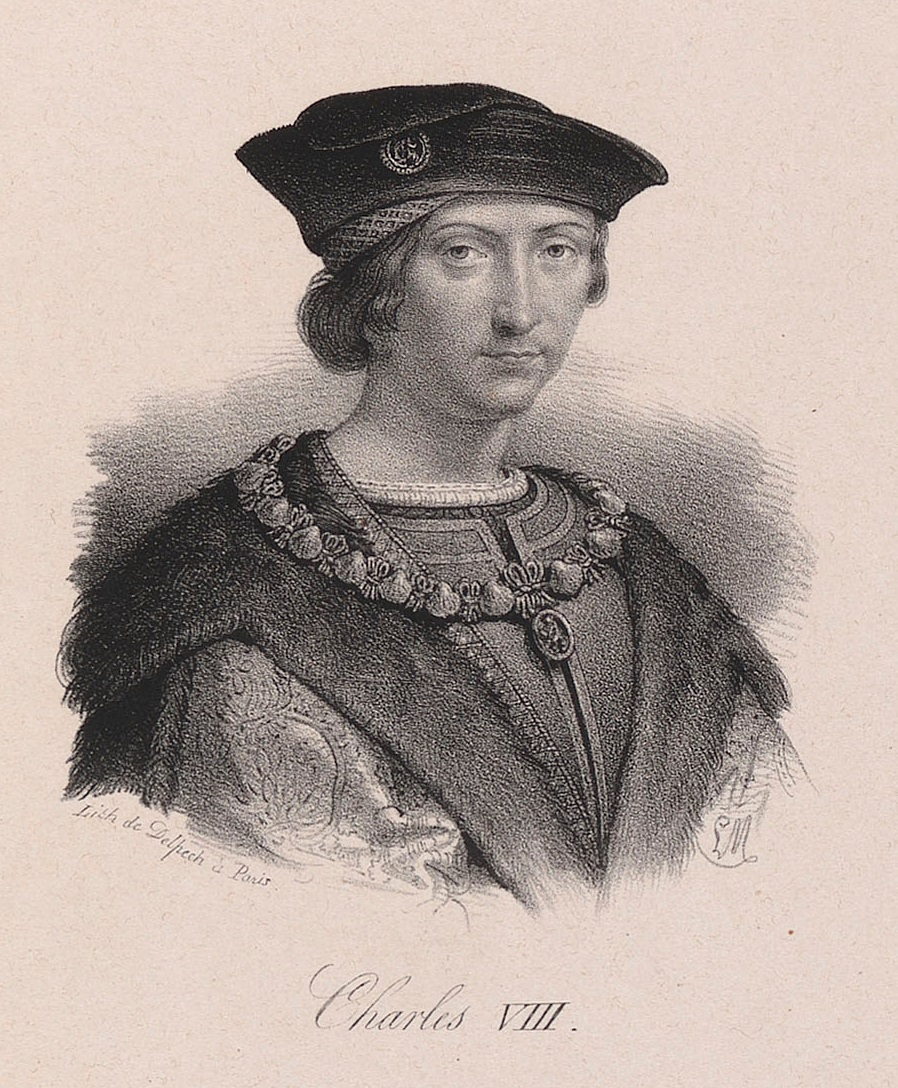
Charles VIII

### Époque moderne (16e s. - 1789)
16e siècle :
Plusieurs sources attestent de l'existence de moulins sur le territoire de Villeneuve. Un témoin oculaire, un voyageur de l'ordre des Trinitaires qui passe par le village, les décrit en 1540.
17e siècle :
À partir de 1623, à la suite de la mise en place d'un service de carrosse organisé par le Parlement de Dauphiné, un relais de diligence est présent à Villeneuve-de-Marc. En 1683 la communauté se soucie de la conservation de ses archives en confiant à un Maître serrurier de Vienne la réalisation d'un meuble spécialisé.
18e siècle : 

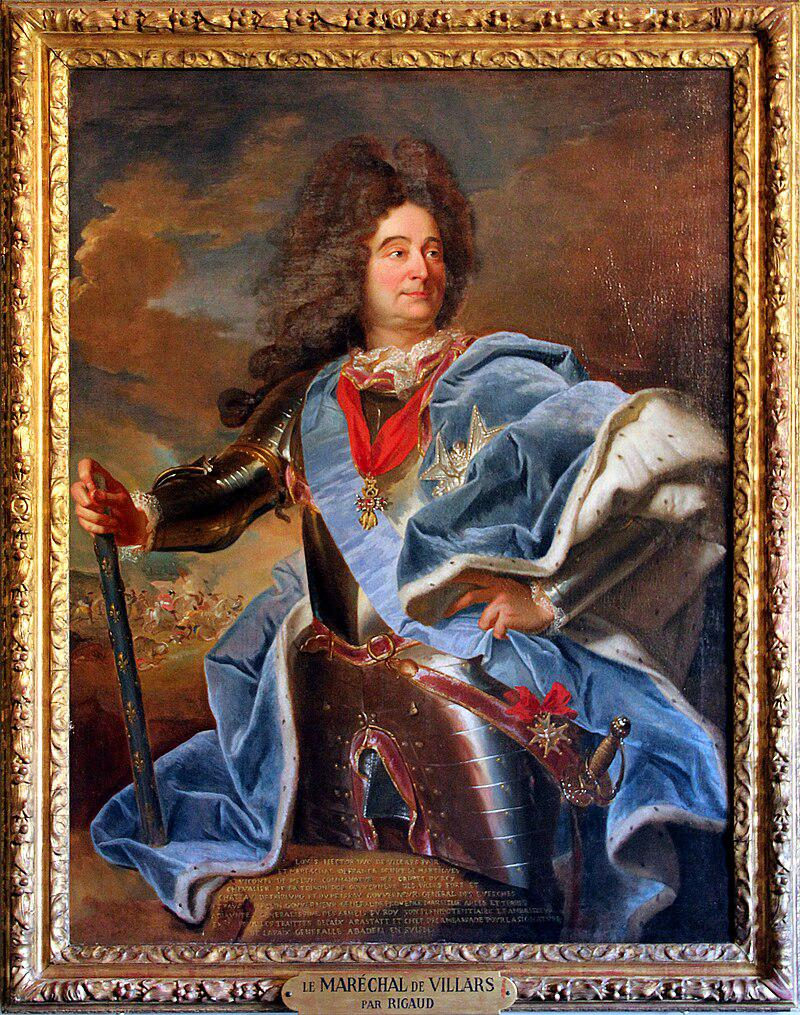
Portrait du Maréchal de Villars par Hyacinthe Rigaud, 1704, huile sur toile, château de Vaux-le-Vicomte.

Le prestigieux Maréchal de Villars reçoit par héritage la seigneurie de Villeneuve-de-Marc. Représenté par un châtelain, il ne rend visite à priori qu'une seule fois aux Villeneuvois, en 1733.

### Révolution française et Empire
Le 5 juillet 1789, quelques jours avant la prise de la Bastille, les Villeneuvois rédigent leur cahiers de doléances. Des impôts accablants, des tribunaux trop lointains, l'état de la route principale qui traverse le village sont quelques-unes des revendications qui sont parvenues jusqu'à nous. La Révolution ne change pas tout mais instaure un nouvel ordre. Ainsi le 18 février 1793, les statues de Saints (en bois) qui se trouvaient dans l'église sont brûlées sur ordre de l'agent national Garanjoud. On tente de substituer le culte de l'être Suprême au culte catholique...
Durant la Révolution française, l'abbaye sera pillée puis lors de la vente des biens nationaux, elle fut achetée par des notaires qui la vendirent comme carrière de pierres vers 1830.
De 1806 à 1815, de nombreux hommes du village prennent part aux guerres napoléoniennes. Tous n'en reviennent pas. La plupart meurent des suites de mauvaises conditions d'hygiène (dysenterie, infections) qui ravagent, plus que les combats, les armées de l'Empereur. Les registres de décès mentionnent au moins un Villeneuvois tombé au champ d'honneur : François Vignat. Il perd la vie lors de la bataille de Gradschatz (aujourd'hui Gracac, Croatie) le 17 mai 1809.

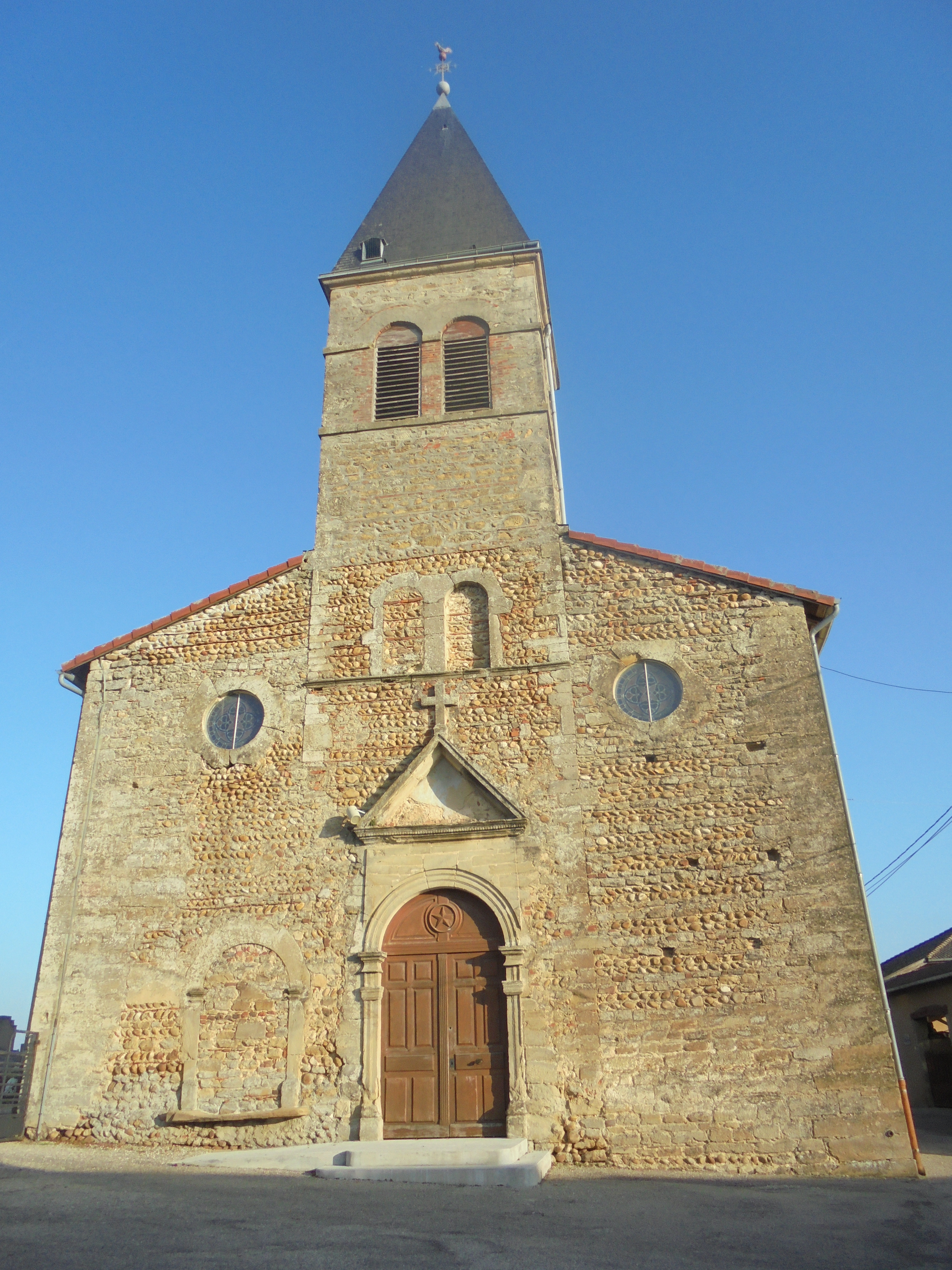
Villeneuve-de-Marc, Eglise

### Epoque contemporaine (de 1815 à nos jours)
19e siècle :
À partir de 1839, l'église subit d'importantes transformations : devenue trop petite, elle est considérablement agrandie. Les travaux sont complexes et coûteux. Ils semblent avoir duré jusqu'en 1846. Le clocher et son horloge, la sacristie, l'autel, le dallage noir et blanc ainsi que les fonts baptismaux datent de cette époque.

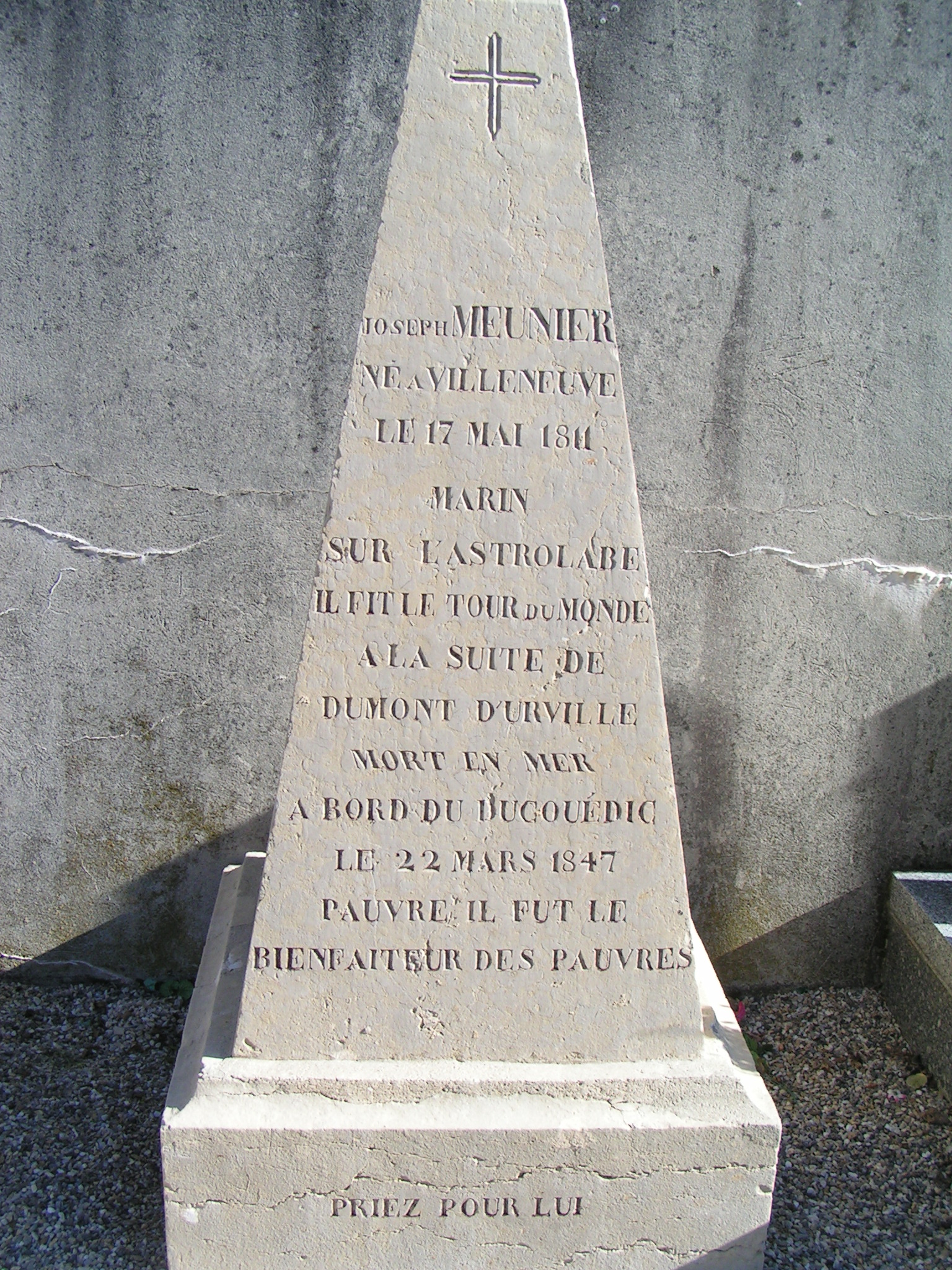
Stèle funéraire de Joseph Meunier, cimetière de Villeneuve-de-Marc

1847 : le Villeneuvois Joseph Meunier meurt à bord du bateau "Ducouédic". Il fut marin sur ''l'Astrolabe", célèbre navire d'exploration commandé par Jules Dumont d'Urville. Une stèle funéraire érigée dans le cimetière communal rappelle son destin peu commun.

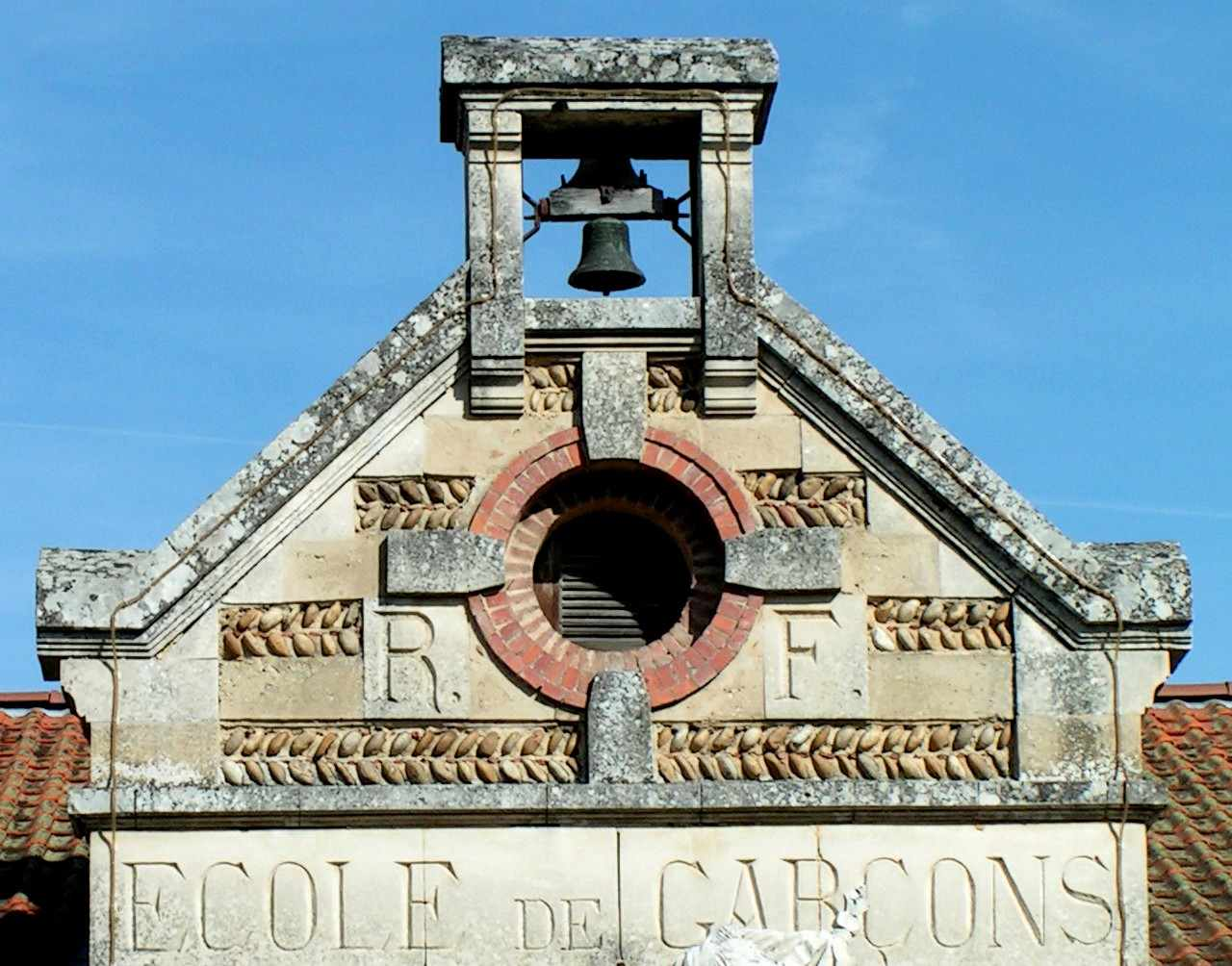
Cloche de l'école de Villeneuve-de-Marc.

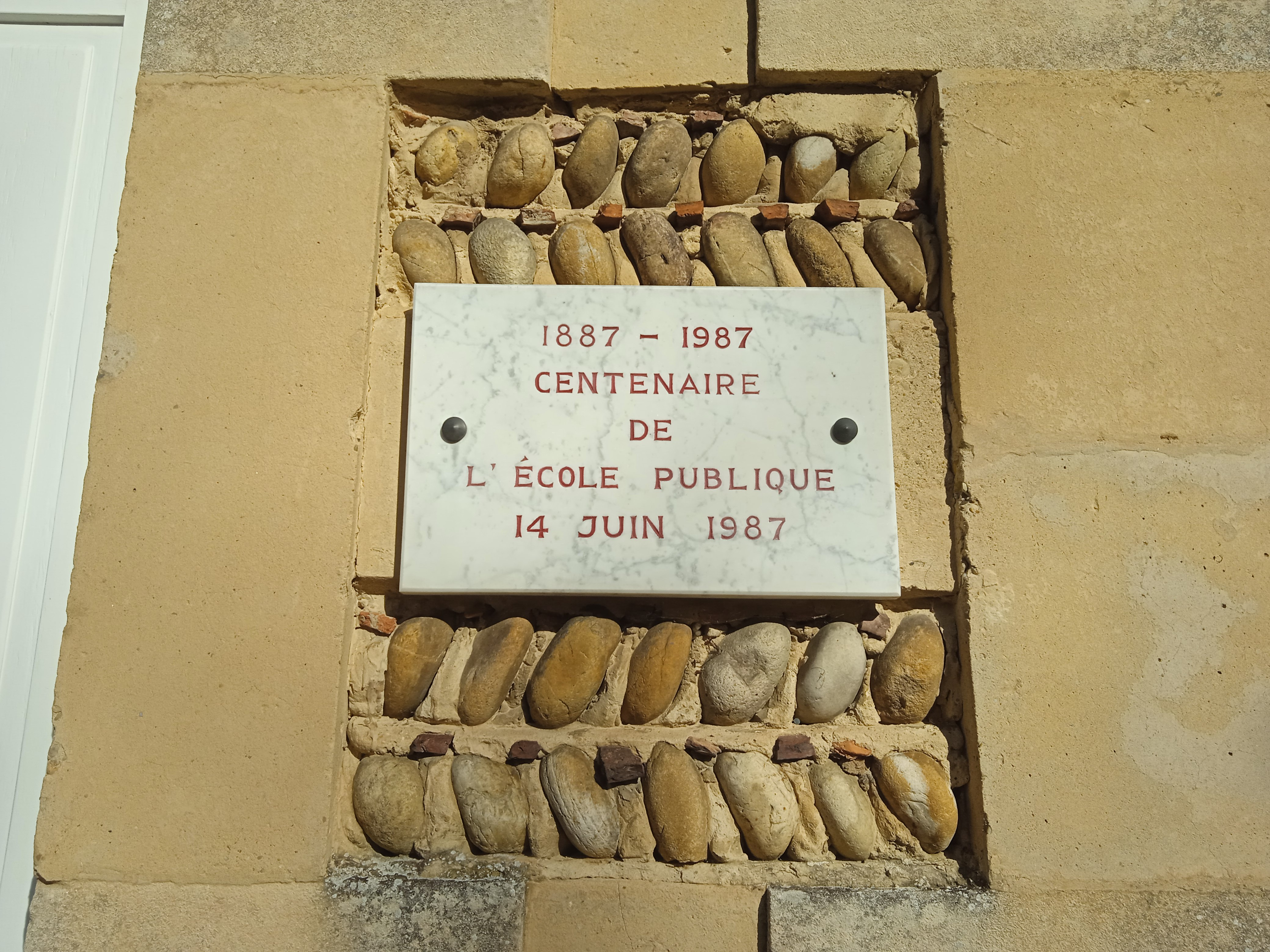
Plaque du centenaire de l'école de Villeneuve-de-Marc

Une école de garçons est construite en 1887. La cloche qui servait à annoncer les récréations, le début et la fin de la classe date de 1723. Elle a été donnée par un habitant à condition que l'école demeure laïque, sous peine de récupérer l'objet.

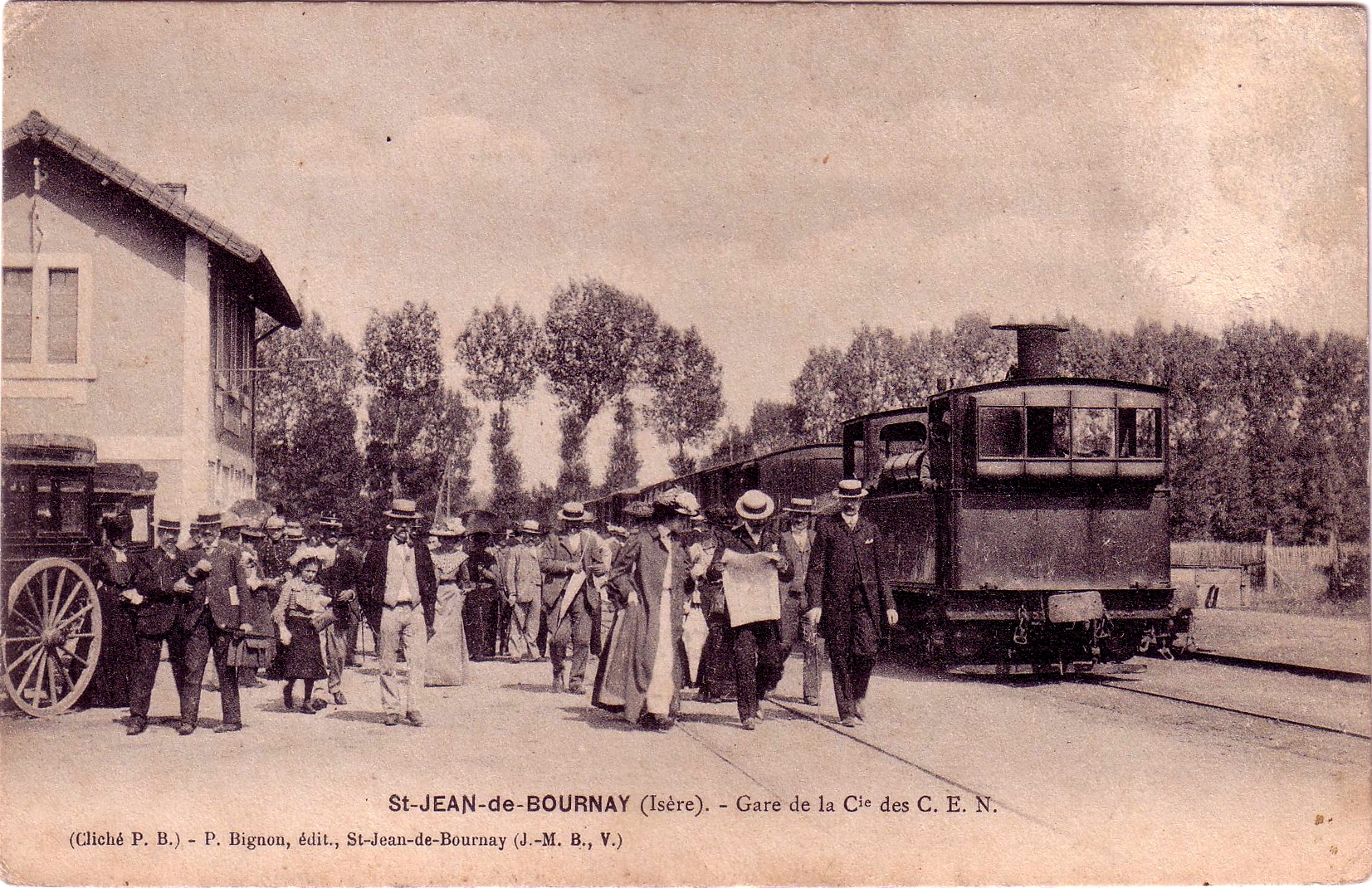
Le tramway à vapeur à Saint-Jean-de-Bournay (carte postale, collection de la Médiathèque de Vienne)

Avant la fin du 19e siècle une évolution notable change la vie des habitants du canton : deux lignes de train à "petite vitesse", ou tramways à vapeur, traversent le territoire. Villeneuve se trouve sur la ligne qui traverse le canton du nord au sud et qui relie Lyon à St Marcellin. Inaugurée en 1899, la ligne possède quatre arrêts dans le canton : Royas, Saint-Jean-de-Bournay, Villeneuve-de-Marc (Bonnevaux) et Lieudieu. L'activité du "tacot", gérée notamment par la compagnie des Voies Ferrées du Dauphiné pour la ligne Vienne-Charavines, prend fin faute de rentabilité dans l'entre-deux-guerres.
20e siècle :

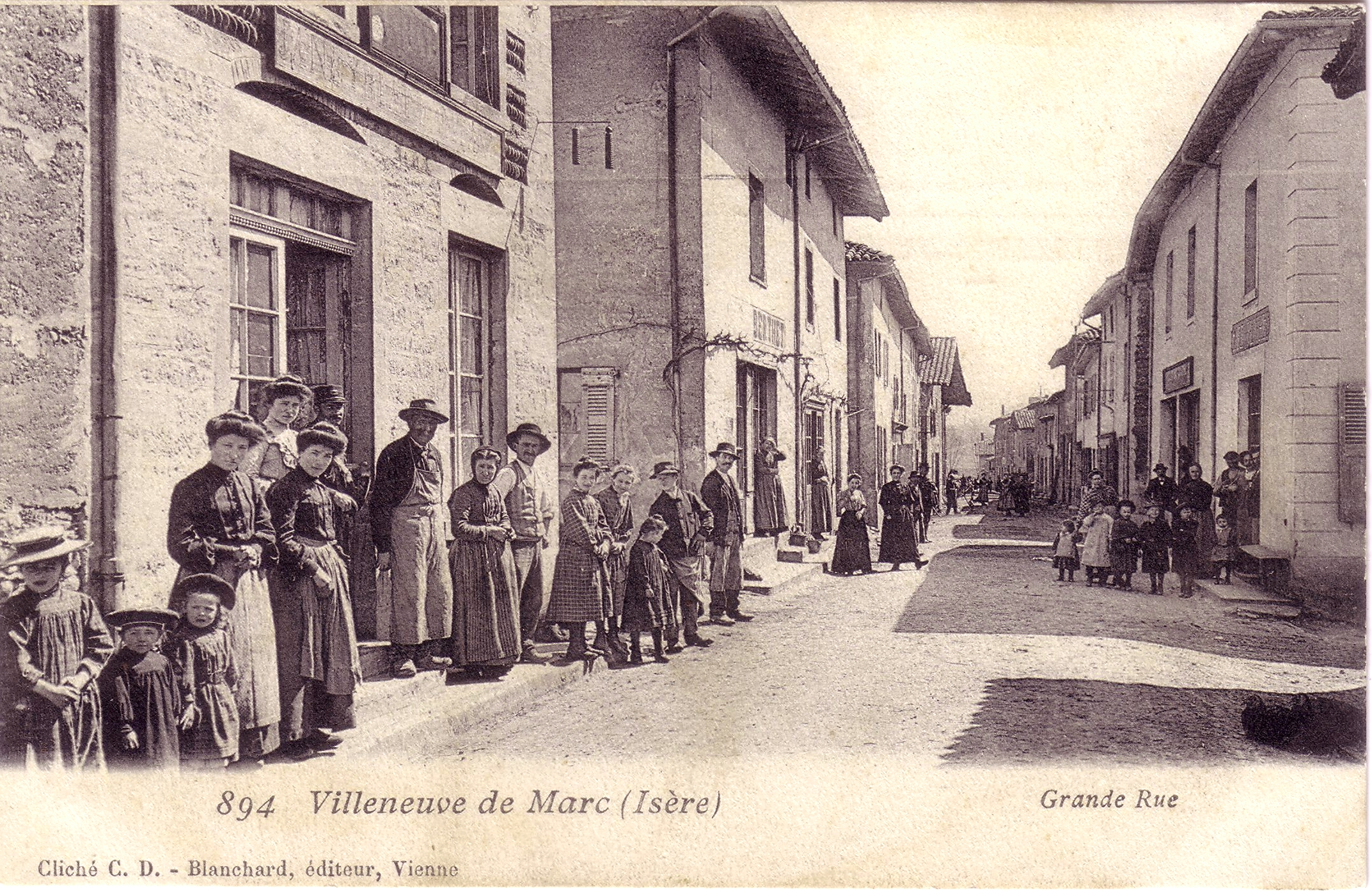
Villeneuve-de-Marc vers 1910

1914-1918 : À la veille de la Première Guerre mondiale, la commune compte 968 habitants. L'essentiel de la population est dispersé dans les hameaux, le bourg n'est habité que par 167 personnes. La très grande majorité des familles vit de l'agriculture : à la déclaration de guerre, les hommes qui travaillent la terre manqueront cruellement. Ainsi environ 10 % de la population est mobilisé en août 1914, soit 114 hommes.

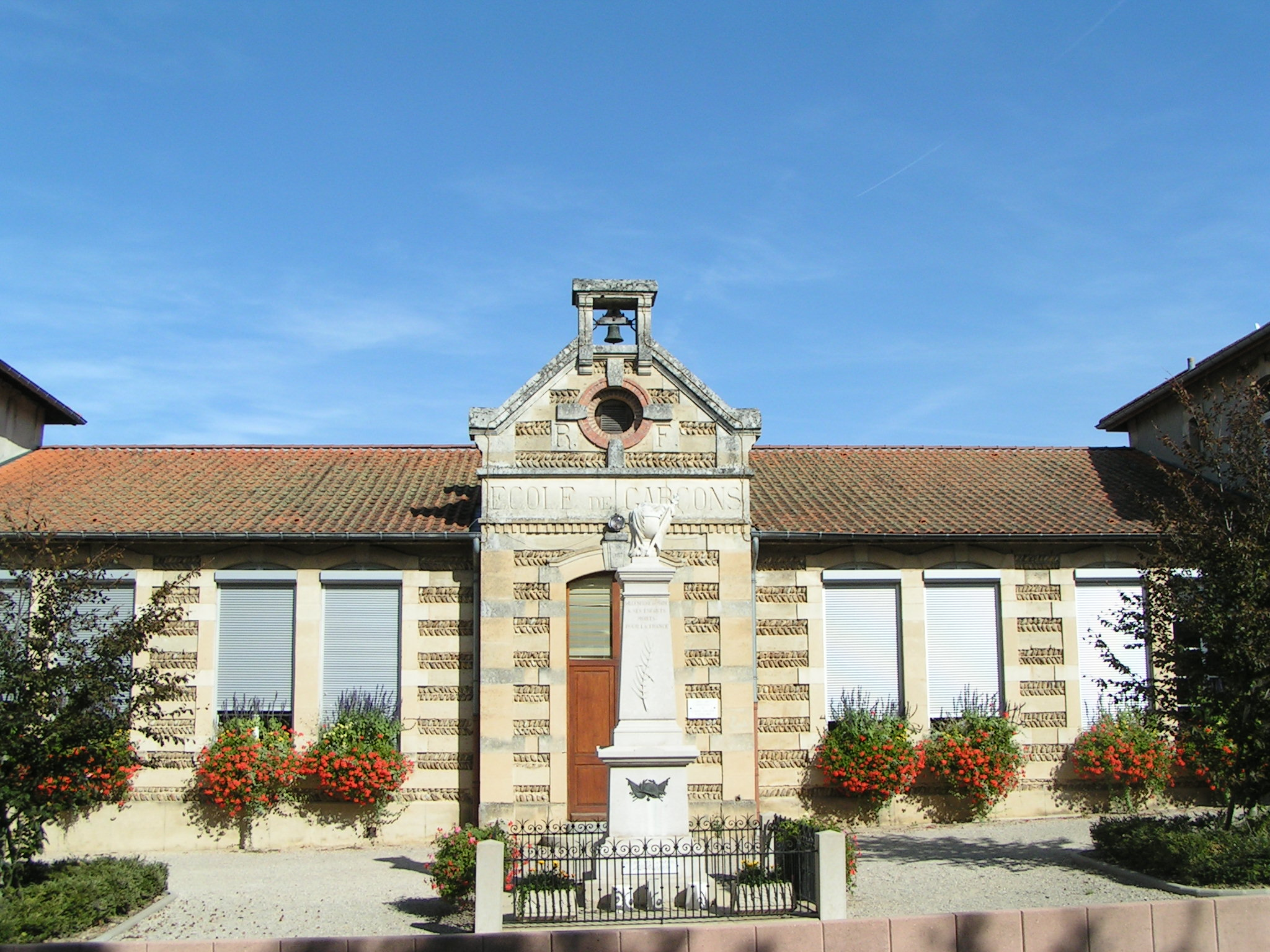
Monument aux Morts de Villeneuve-de-Marc

Tout au long du conflit 368 hommes en âge d'être mobilisés partent sur le front. 48 d'entre eux n'en reviennent pas. Leurs noms sont inscrits sur le monument au mort : cet édifice a été inauguré en 1921. Son financement a été rendu possible grâce à la contribution financière des habitants. La vie de la commune pendant la Grande Guerre a été bouleversée : outre le manque d'hommes et les pertes humaines, la commune a subi les réquisitions, accueilli des réfugiés de guerre et des unités de soin pour les soldats blessés.
1930 : l'électricité arrive à Villeneuve. C'est un projet qui aboutit après 8 années de débats au sein du conseil municipal et de tractations avec différentes sociétés (EDF n'existe pas encore). C'est l'entreprise "Force et Lumière" (Grenoble) qui est choisie par l'équipe municipale présidée par le Maire, Adrien Demoustier (élu en mai 1925).
1938 : la commune est peuplée par 777 habitants. Un annuaire commercial recense 11 cafés, 1 boulangerie, 1 agence postale, 2 marchands de charbon, 1 marchand de chaussures, 1 cordonnier, 3 couturières, 3 commerces de draperies et "nouveautés", 2 épiciers, 2 galochiers, 2 marchands de grains et engrais, 2 hôtels, 1 modiste, 1 débit de tabac.
1939 -1945 :
la population est à nouveau confrontée aux malheurs d'une Guerre Mondiale. Pendant l'Occupation le secteur de Villeneuve-de-Marc abrite plusieurs maquis. Le plus connu est celui du hameau de la Feytaz, avec comme ancrage une ferme abandonnée sur un plateau entre Meyssiès et Saint-Julien-de-l'Herms (ferme Terry). Ravitaillé par la population locale, il abrita notamment plusieurs réfractaires au S.T.O. La création et l'existence de ce maquis a fait l'objet d'un chapitre dans un ouvrage publié en 2002 que l'on doit à Jean-Daniel Berger : "Comme un essaim de guêpes...".
1944 : le village est officiellement "libéré" le 22 août, sans combats. Le comité cantonal de libération de Saint-Jean-de-Bournay nomme des membres pour le comité communal de libération de Villeneuve. Ce comité procède à la désignation des nouveaux membres du conseil municipal.
Au cours du conflit, un Villeneuvois meurt pour la France : Emile Janeriat. Il trouve la mort dans les combats de libération de Colmar, sur la commune de Cernay, le 30 janvier 1945.

1950 : mise en service de la bascule publique à l'entrée du village, avant le pont qui enjambe la Valaise. Toujours en service de nos jours, elle a été fabriquée par l'entreprise Trayvou (Lyon). Sa capacité de pesage initiale était de 30 tonnes.

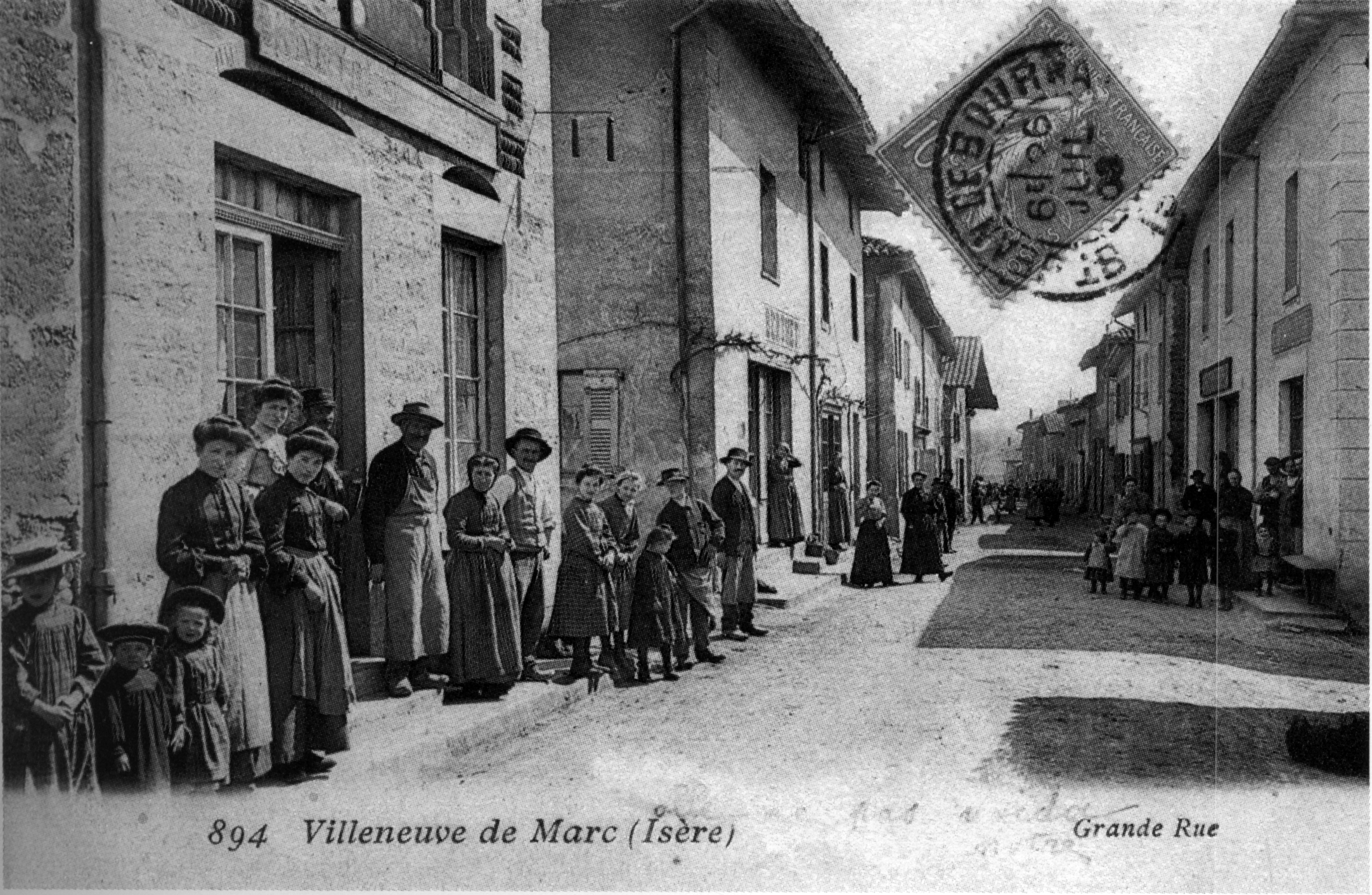
La Grande Rue en 1908.

La commune renonce au projet de construire une nouvelle école pour les filles pour remplacer l'ancienne, trop vétuste. Le conseil municipal décide d'engager des travaux pour agrandir l'école des garçons pour pouvoir accueillir des classes de jeunes filles.
1953 : le conseil municipal décide de doter l'école d'une cantine scolaire.
1954 : un nouveau mobilier scolaire est commandé, c'est un artisan local, Monsieur Peyron, qui est chargé de le réaliser. Le conseil municipal décide de remplacer le transformateur électrique en maçonnerie et de l'installer sur l'actuelle Place de la Paix.
1955 : inauguration de la nouvelle mairie de Villeneuve-de-Marc. L'école, qui avait fait l'objet d'importants travaux, est elle aussi inaugurée.
1965 : l'école de garçons et l'école de filles fusionnent sous une même entité de direction.
1972 : la commune se dote d'une salle des fêtes. Création du RCV, Rugby Club Villeneuvois. Les locaux de l'ancienne école de filles sont destinés à être transformés en logements.
1982 : les bâtiments de l'ancien presbytère, sont pris en charge par l'OPAC pour une transformation en logement (aujourd'hui "Les charmilles").
1988 : construction d'un nouvel équipement sportif, un court de tennis. Création du TCV, Tennis Club Villeneuvois.
1990 : le recensement fait état de 788 habitants.
1991 : une extension de l'école est construite. Le bâtiment de ce groupe scolaire est destiné aux classes de maternelles.
1992 : il est projeté d'installer dans l'ancienne maison Gauthier, à l'entrée du village, des logements OPAC et au rez-de-chaussée une agence postale. Inauguration de l'extension de l'école.
1994 : mise en fonction des logements OPAC à l'entrée du village. Création de la bibliothèque "Au fil des pages" : le bâtiment est municipal, le personnel est constitué de bénévoles. C'est la première bibliothèque publique de l'histoire de Villeneuve-de-Marc.
1995 : l'agence postale autrefois située dans une annexe du Café Piolat est transférée dans l'ancienne maison Gauthier et ouvre officiellement ses portes en janvier.
2001 : le conseil municipal donne un avis favorable pour la construction d'un nouveau restaurant scolaire et d'une salle d'activité entre les vestiaires du RCV et des nouveaux sanitaires de l'école.
2003 : les locaux de la Mairie sont reliés à internet. Construction du lotissement "Le Poya".
2005 : l'installation d'une antenne de téléphonie mobile est à l'étude. La population de la commune dépasse la barre des 1000 habitants.
2009 : une salle de classe est aménagée au dessus de la bibliothèque, un nouveau parking pour le cimetière est construit.

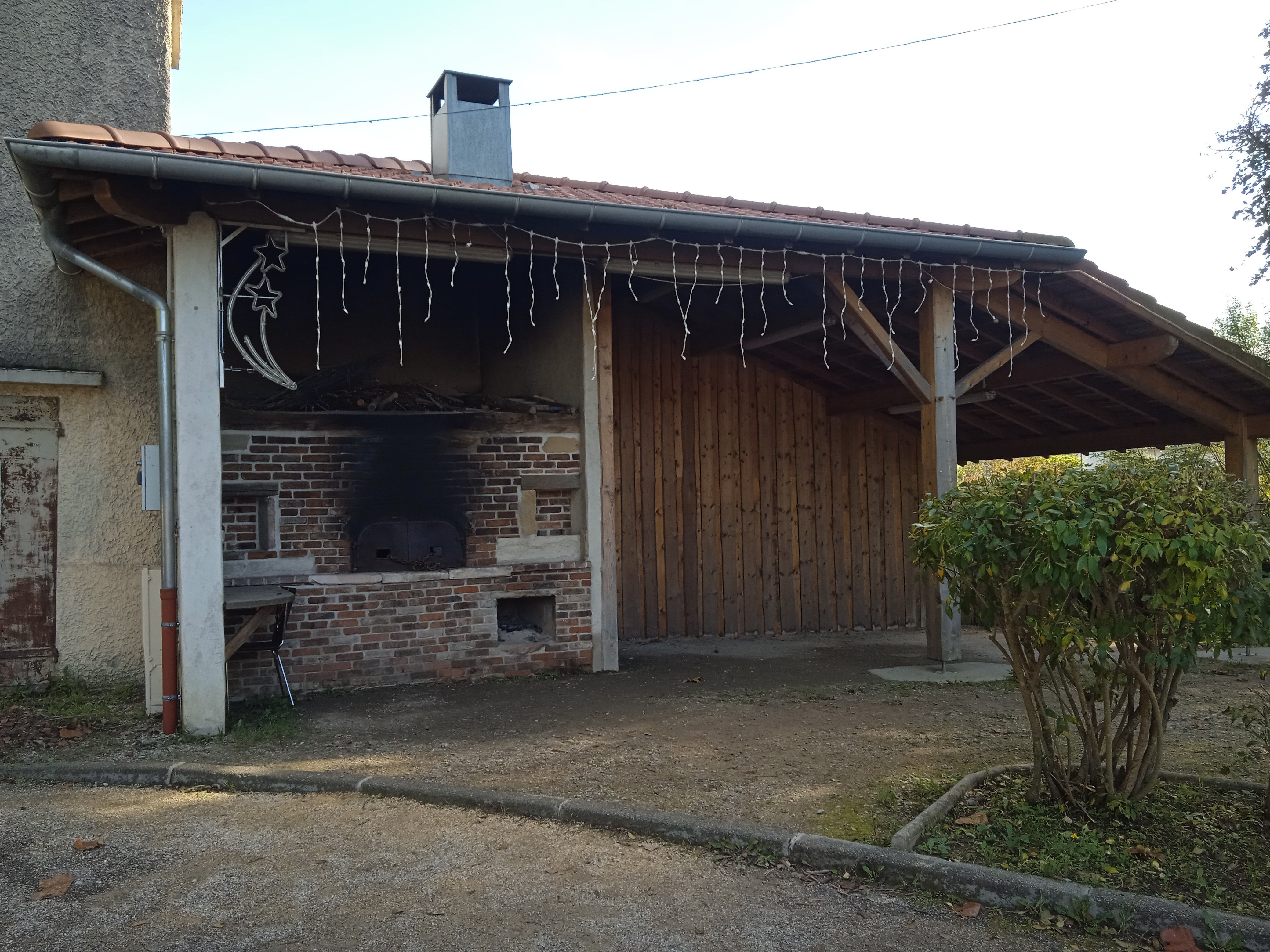
Four à pain de Villeneuve-de-Marc

2017 : un four à pain est installé sur la Place de la Paix. Il provenait d'une propriété de la commune de Semons. Il a été entièrement démonté et reconstruit. Des éléments de ce four ont été identifiés comme datant du début du 20e siècle : des briques réfractaires sont estampillés "Terrassier", une fabrique de Tain l'Hermitage qui a existé entre 1890 et 1904.

## Politique et administration

### Administration municipale

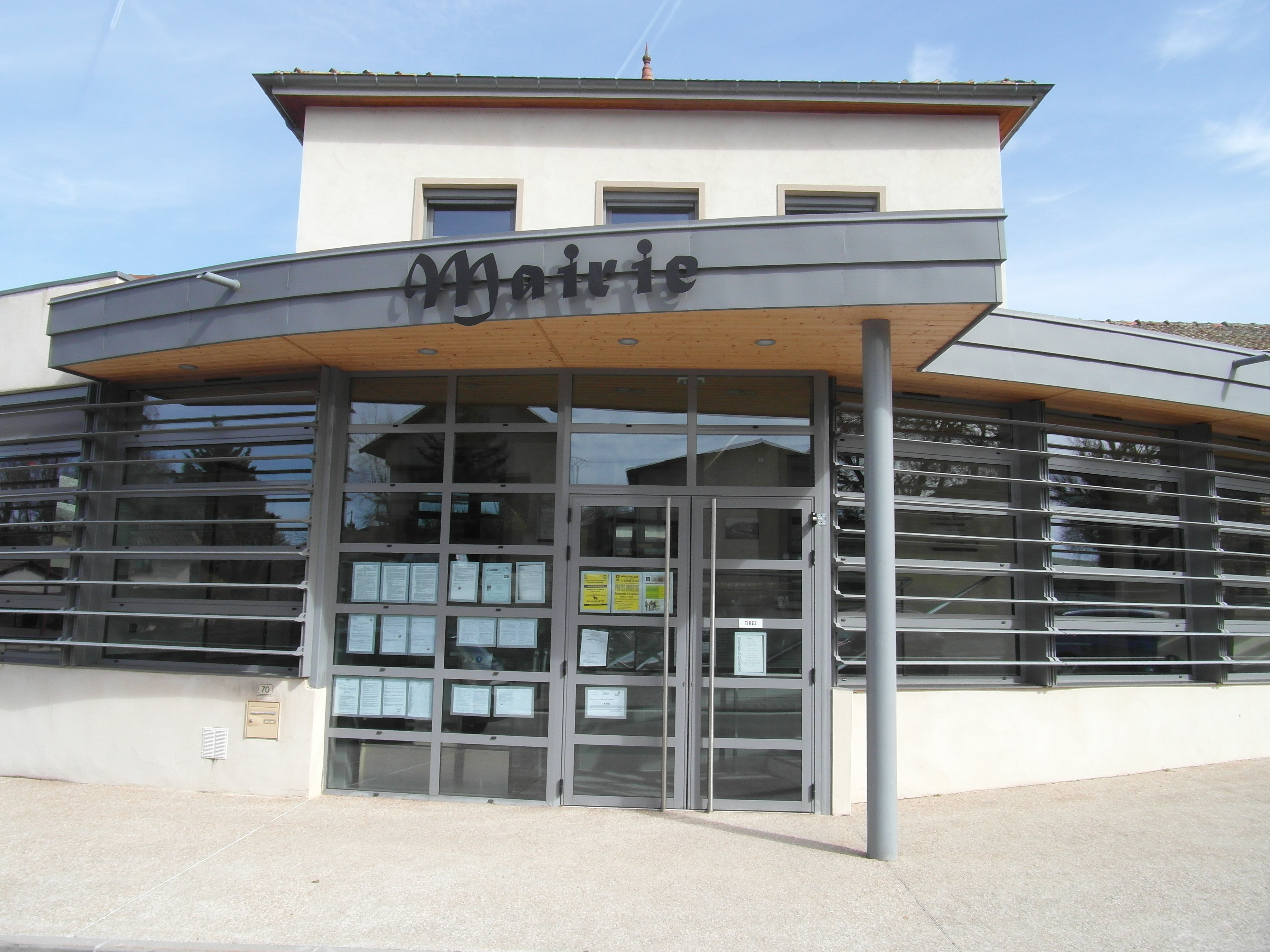
Mairie de Villeneuve-de-Marc

Le conseil municipal de Villeneuve-de-Marc est composé de treize membres (dix hommes et trois femmes) dont un maire, trois adjoints au maire, deux conseillers délégués et sept conseillers municipaux.

#### Scrutins nationaux

##### Élections présidentielles
Voici, ci-dessous, le résultat du scrutin à l'élection présidentielle de 2017 dans l'ensemble des bureaux de vote de la commune de Villeneuve-de-Marc. À l'issue du second tour, comme lors du premier tour, Marine Le Pen (Front national, à l'époque) est en première position. Pour l'élection présidentielle de 2022, le résultat est similaire. 

### Liste des maires
| Période                                  | Période   | Identité          | Étiquette | Qualité |
| ---------------------------------------- | --------- | ----------------- | --------- | ------- |
| mars 2001                                | mars 2014 | Jean-Paul Gargaud | SE        |         |
| mars 2014                                | En cours  | Gilles Dussault   | SE        | Artisan |
| Les données manquantes sont à compléter. |           |                   |           |         |

## Population et société

### Démographie
L'évolution du nombre d'habitants est connue à travers les recensements de la population effectués dans la commune depuis 1793. Pour les communes de moins de 10 000 habitants, une enquête de recensement portant sur toute la population est réalisée tous les cinq ans, les populations de référence des années intermédiaires étant quant à elles estimées par interpolation ou extrapolation. Pour la commune, le premier recensement exhaustif entrant dans le cadre du nouveau dispositif a été réalisé en 2005.

En 2022, la commune comptait 1 162 habitants, en évolution de +0,87 % par rapport à 2016 (Isère : +3,07 %, France hors Mayotte : +2,11 %).
| 1793  | 1800  | 1806  | 1821  | 1831  | 1836  | 1841  | 1846  | 1851  |
| ----- | ----- | ----- | ----- | ----- | ----- | ----- | ----- | ----- |
| 1 116 | 1 223 | 1 264 | 1 085 | 1 369 | 1 407 | 1 430 | 1 465 | 1 453 |

| 1856  | 1861  | 1866  | 1872  | 1876  | 1881  | 1886  | 1891  | 1896  |
| ----- | ----- | ----- | ----- | ----- | ----- | ----- | ----- | ----- |
| 1 314 | 1 289 | 1 316 | 1 240 | 1 231 | 1 177 | 1 191 | 1 108 | 1 103 |

| 1901  | 1906  | 1911 | 1921 | 1926 | 1931 | 1936 | 1946 | 1954 |
| ----- | ----- | ---- | ---- | ---- | ---- | ---- | ---- | ---- |
| 1 038 | 1 020 | 968  | 892  | 882  | 807  | 777  | 749  | 765  |

| 1962 | 1968 | 1975 | 1982 | 1990 | 1999 | 2005  | 2006  | 2010  |
| ---- | ---- | ---- | ---- | ---- | ---- | ----- | ----- | ----- |
| 733  | 740  | 701  | 782  | 777  | 881  | 1 146 | 1 167 | 1 141 |

| 2015  | 2020  | 2022  | - | - | - | - | - | - |
| ----- | ----- | ----- | - | - | - | - | - | - |
| 1 140 | 1 166 | 1 162 | - | - | - | - | - | - |

### Enseignement

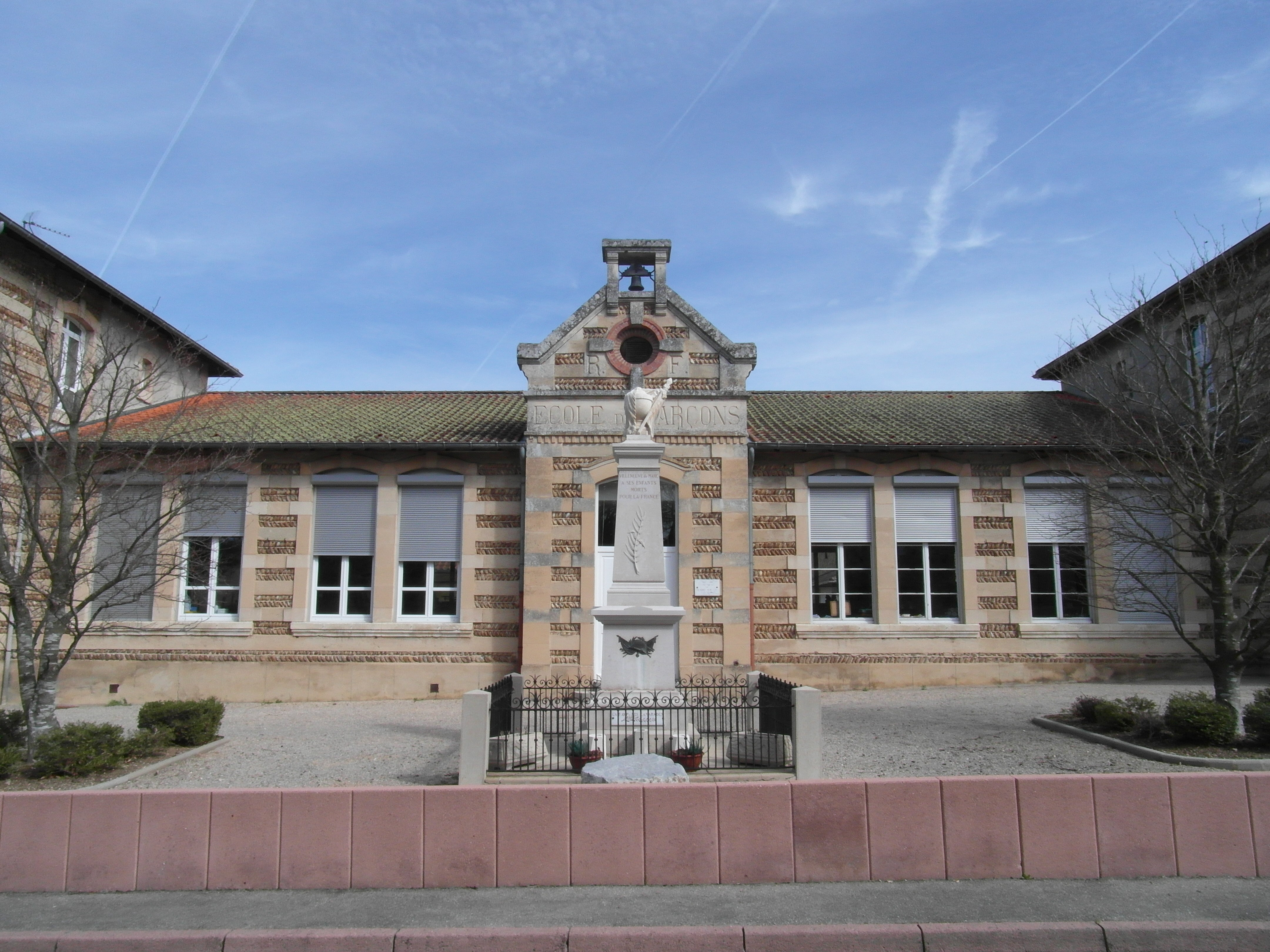
école de Villeneuve-de-Marc

La commune, située dans l'académie de Grenoble, héberge et gère une école maternelle et primaire.
L'établissement est situé dans le bourg central, près de la mairie. Une garderie périscolaire a été mise en place avant et après les heures scolaires.

### Équipements sportifs
La commune héberge un centre équestre et un club de rugby.

### Médias
Presse régionale
Historiquement, le quotidien à grand tirage Le Dauphiné libéré consacre, chaque jour, y compris le dimanche, dans son édition du Nord-Isère, un ou plusieurs articles à l'actualité du canton et quelquefois de la commune, ainsi que des informations sur les éventuelles manifestations locales, les travaux routiers, et autres événements divers à caractère local.

### Cultes

#### Culte catholique
La communauté catholique et l'église de Villeneuve-de-Marc (propriété de la commune) dépendent de la paroisse Saint Hugues de Bonnevaux (relais de la Madonne) qui est, elle-même, rattachée au diocèse de Grenoble-Vienne.

## Culture locale et patrimoine

### Patrimoine architectural

#### L'abbaye de Bonnevaux
Cette ancienne abbaye cistercienne, située au cœur de la forêt de Bonnevaux a été édifiée en 1117 puis détruite durant la Révolution française. Une croix située au bord du ruisseau de la Gère, non loin du château de Bonnevaux, permet de découvrir l'emplacement de l'ancien monastère.

#### Le château fort de Beauvoir
Il s'agit du château féodal de la famille Beauvoir construit au XIIe siècle à la place d'une motte castrale du XIe siècle.

#### Le château de Bonnevaux
Le domaine de Bonnevaux est constitué d'un ancien relais de chasse édifié durant le XVIIe siècle associé à un manoir érigé à la fin du XIXe siècle par un riche chirurgien lyonnais, propriétaire des lieux. Au XXIe siècle, l'édifice est essentiellement utilisé pour l'accueil touristique.

#### Autres monuments
- L'église Saint-Maurice a été construite en 1838 avec les pierres de l'abbaye de Bonnevaux après sa démolition.
- Les vestiges de  l'enceinte des Platières, fortifications datant du Haut Moyen Âge sur terre-plein, entouré d'une levée de terre[83].
- Le monument aux morts de la commune situé près de l'hôtel de ville, face à l'école élémentaire. Il se présente sous la forme d'une colonne quadrangulaire, surmonté d'une urne entourée d'un drapeau au sommet. L'ensemble est entouré d'une grille[85].

Quelques photos des monuments actuels et passés de Villeneuve-de-Marc
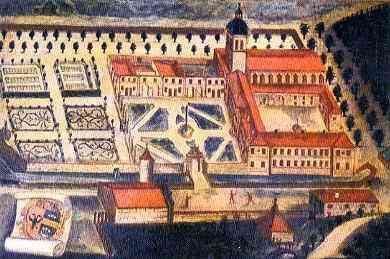
Ancienne abbaye de Bonnevaux
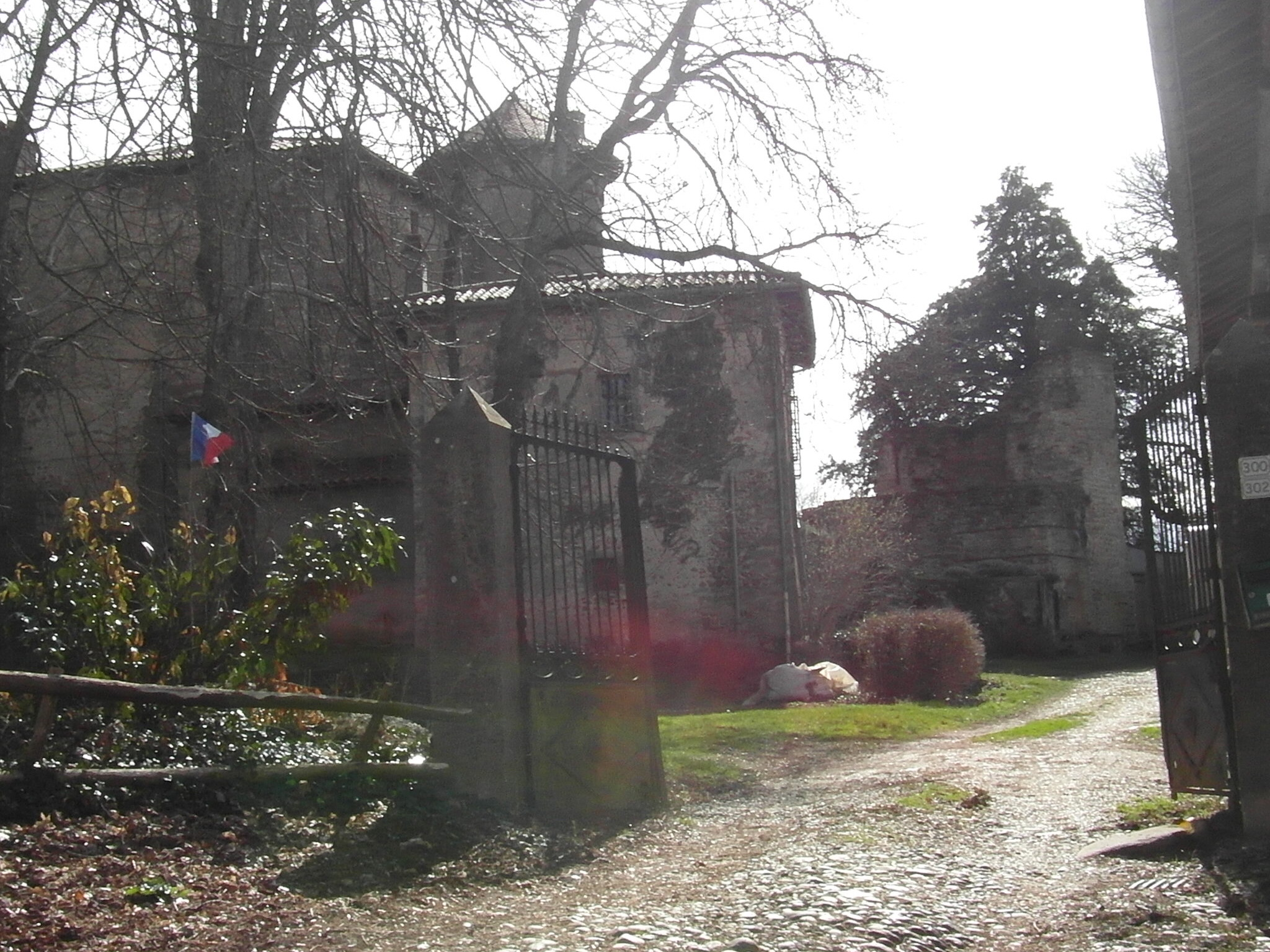
Le château féodal de Villeneuve-de-Marc
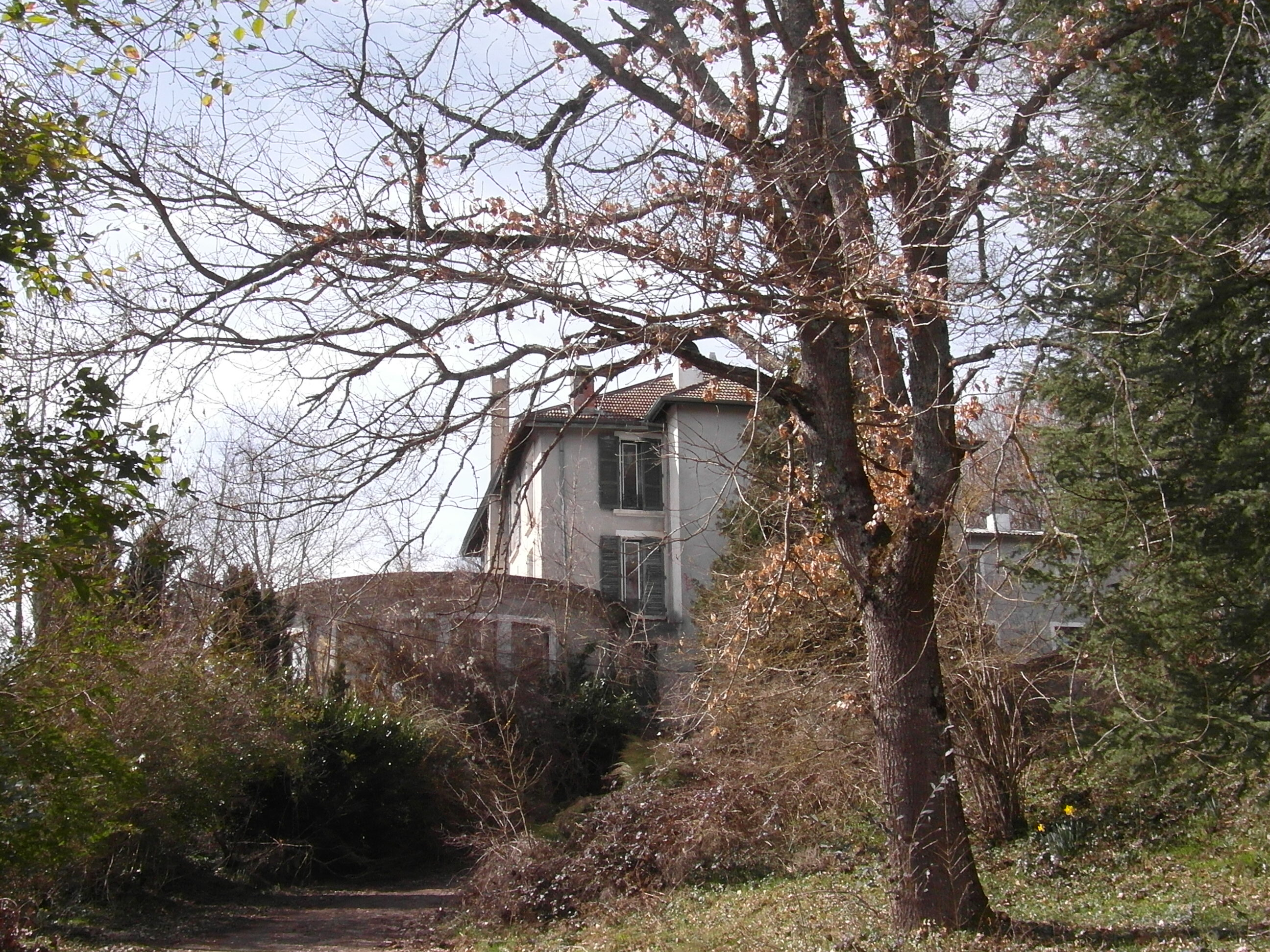
La Pouponnière de Villeneuve-de-Marc
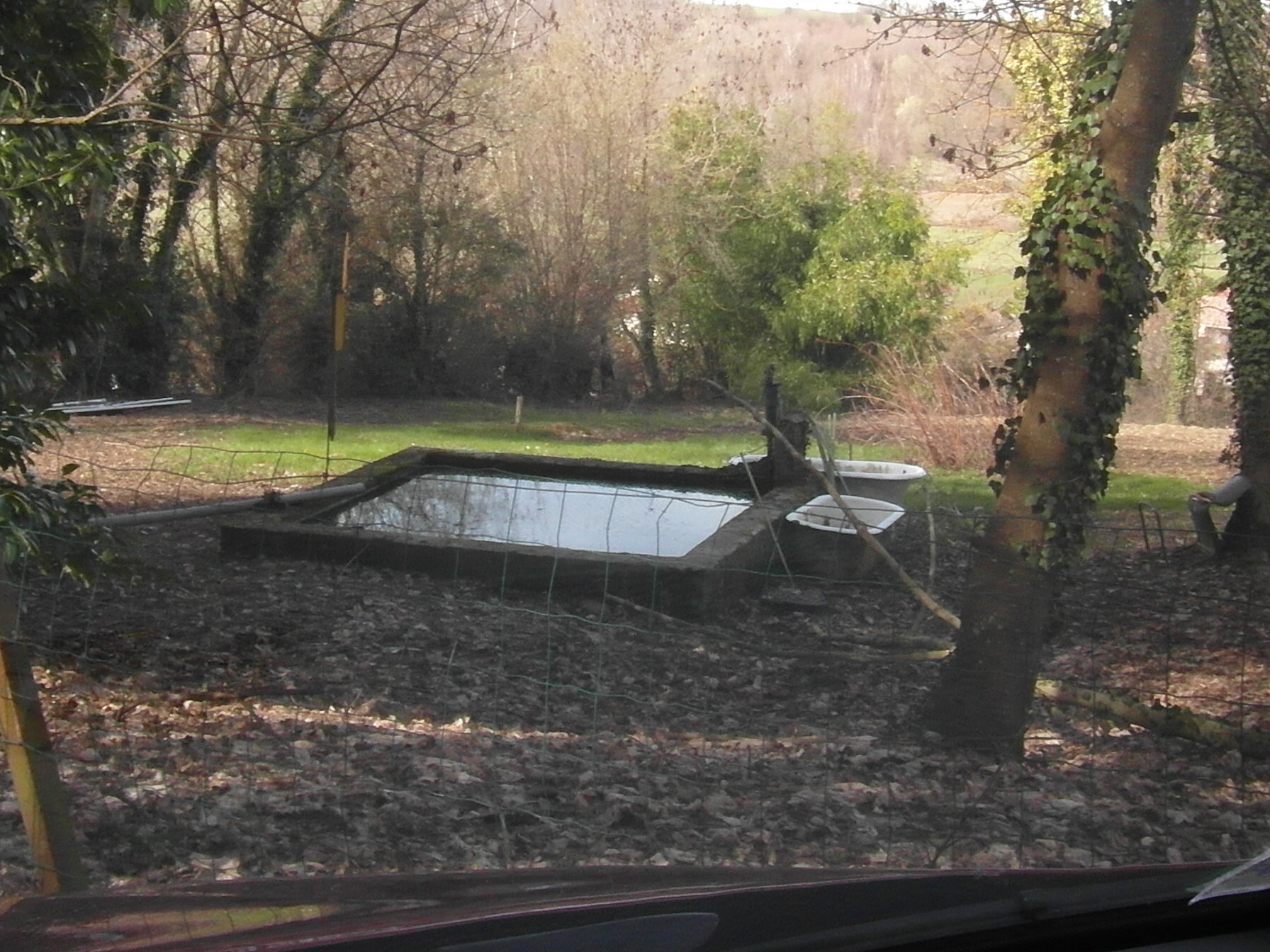
Bassin du château féodal de Villeneuve-de-Marc.
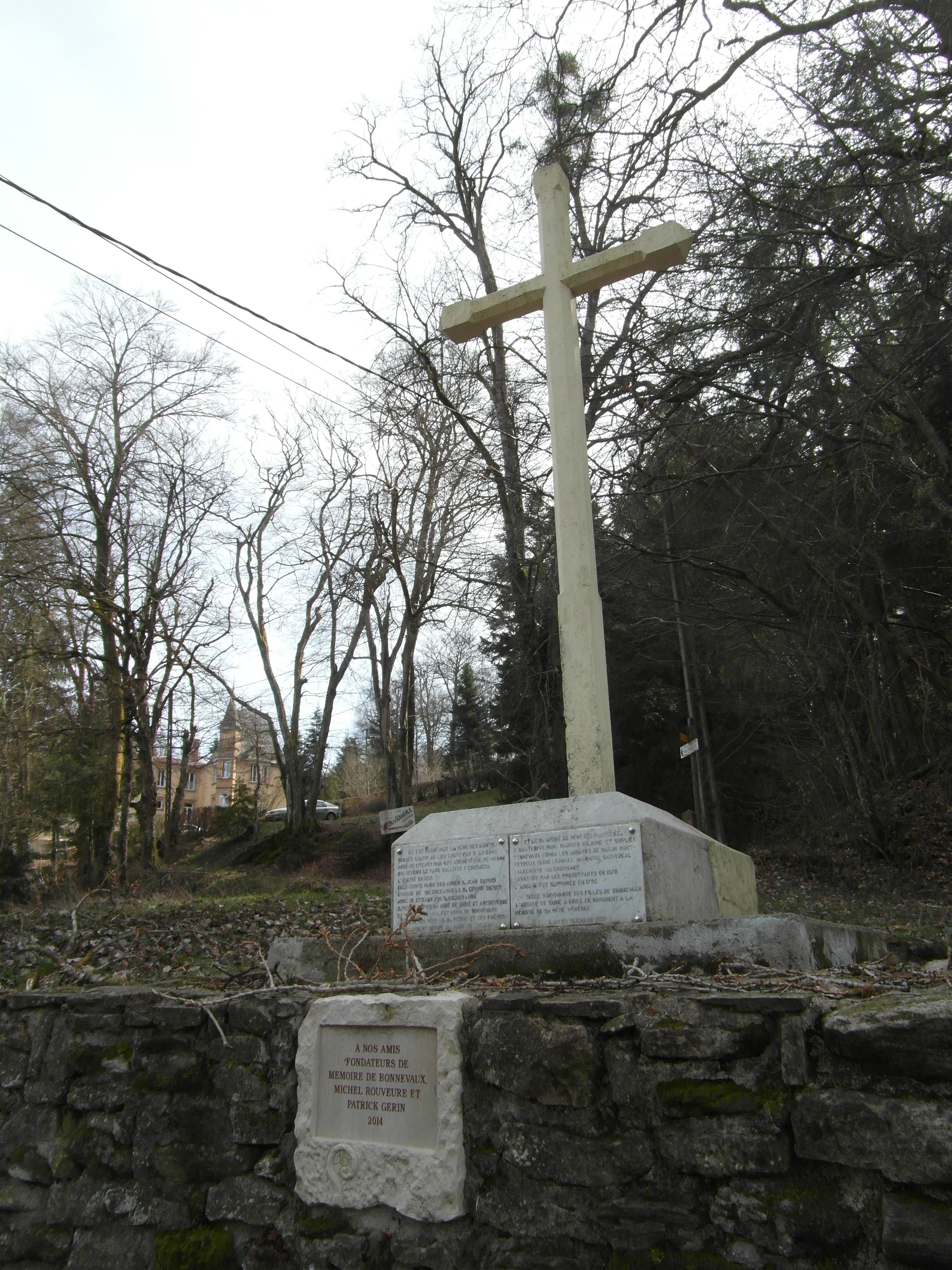
Croix de Bonnevaux
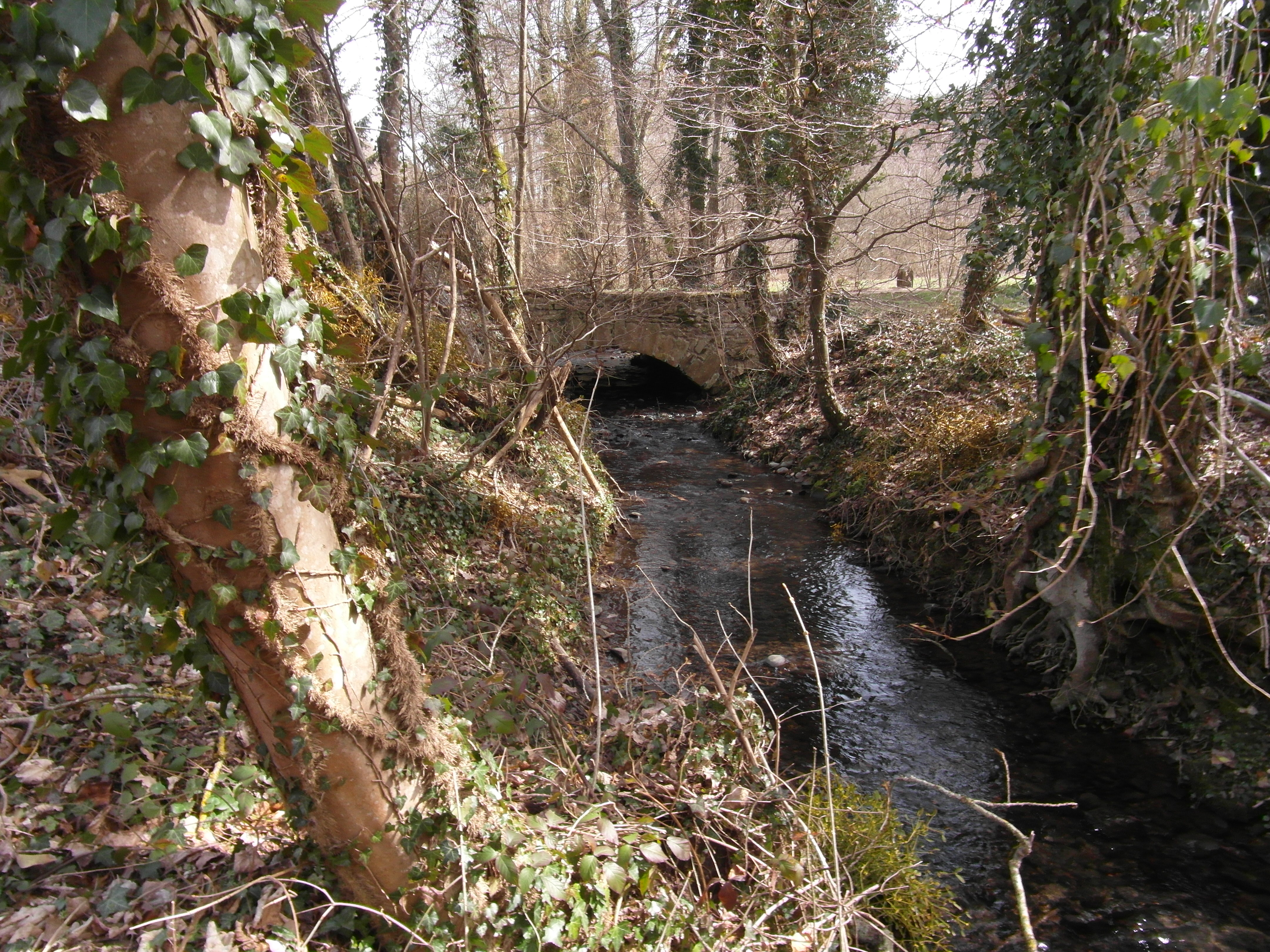
Pont sur la Gère
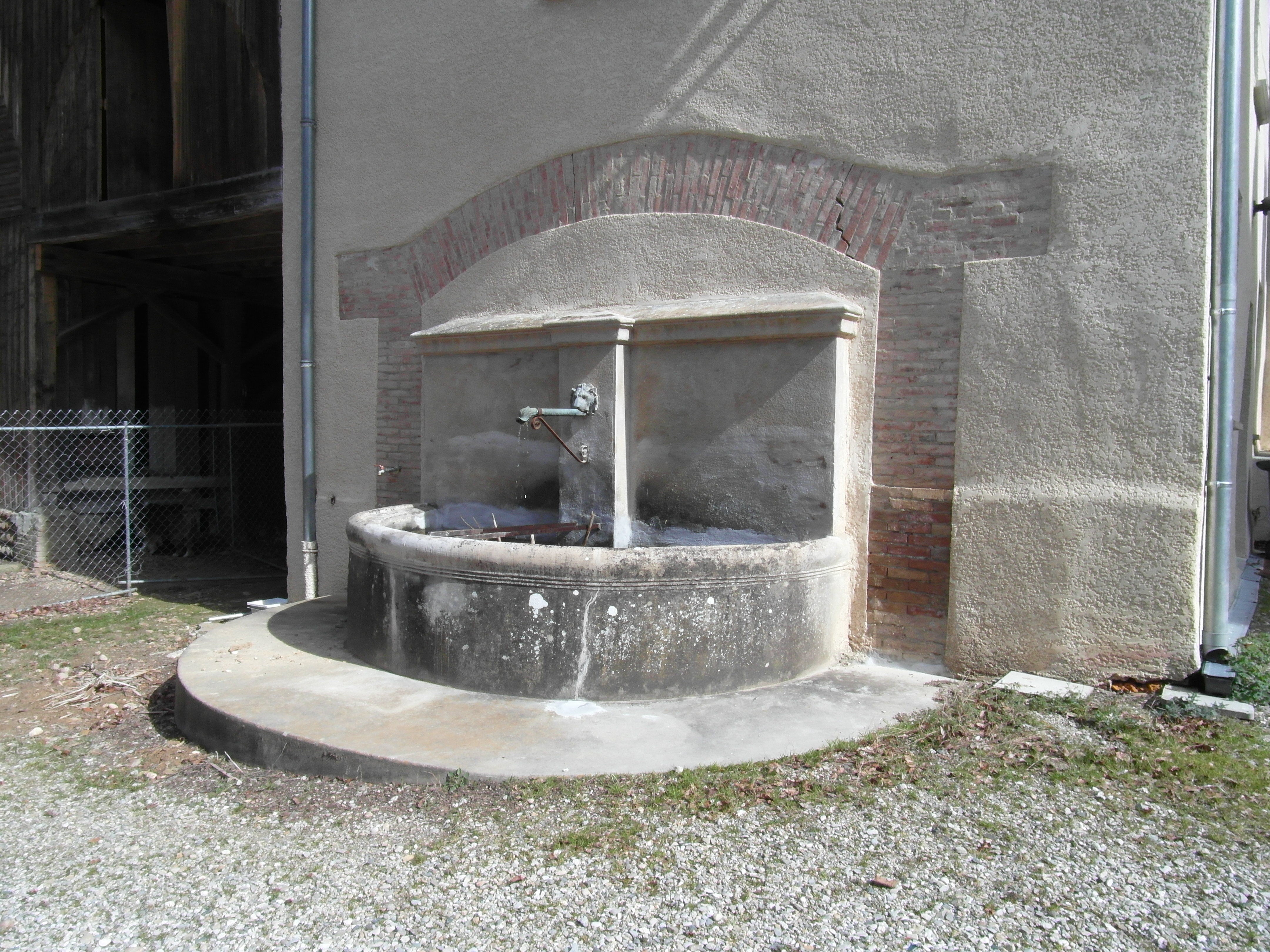
Fontaine du Château de Bonnevaux

### Patrimoine naturel

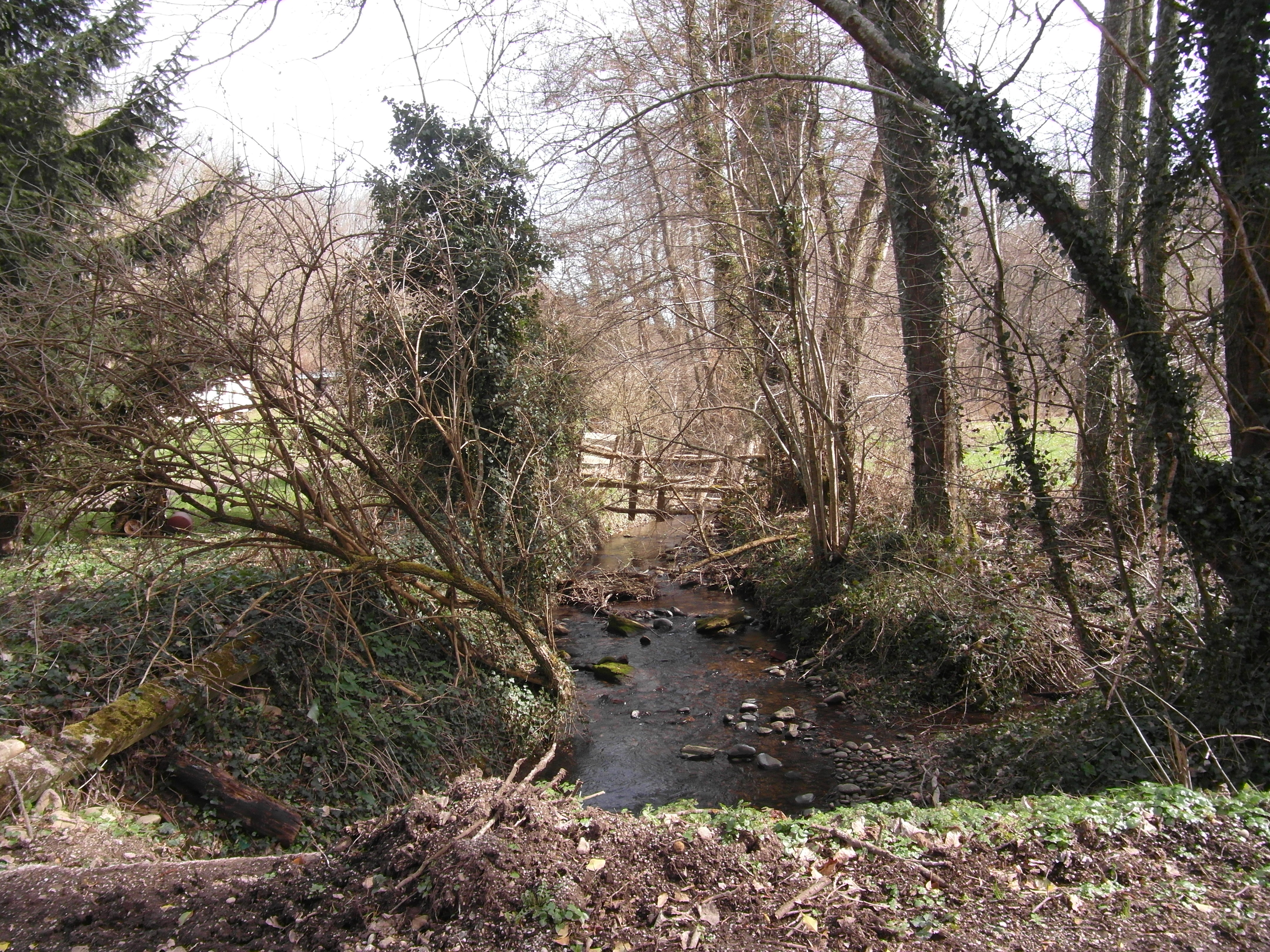
Paysage de la forêt de Bonnevaux à Villeneuve-de-Marc

- La forêts de Bonnevaux

La commune héberge sur son territoire la partie occidentale du massif forestier des Bonnevaux. Celle-ci présente de nombreux étangs créés pour la plupart au Moyen Âge par les moines cisterciens de l'abbaye de Bonnevaux située à Villeneuve-de-Marc. Ces étangs des Bonnevaux étaient utilisés pour la pisciculture et la gestion douce, durant les siècles, a permis le développement d’une biodiversité importante.
On y dénombre une grande variété d'oiseaux dont le héron pourpré, des chauves-souris telle que la barbastelle commune. Les étangs accueillent de nombreuses variétés de poissons dont le brochet ou des amphibiens tel que le triton crêté. On peut également noter la présence de serpents telles que la vipère aspic et la couleuvre d’Esculape. Parmi les insectes on peut également observer de nombreuses espèces de libellules.
Du côte de la flore, il y existe de nombreuses espèces protégées telles que La littorelle uniflore, la pilulaire et la Châtaigne d’eau.

### Personnalités liées à la commune
- Grégoire Sorel (1739-1825), moine chartreux, prieur général de l'ordre.
- Frédéric Montagnat (1984- ), joueur de rugby à XV.
- Pierre-Yves Montagnat (1986- ), joueur de rugby à XV.

### Héraldique
| Blason à dessiner | Blason  |                                                  |
| Blason à dessiner | Détails | Le statut officiel du blason reste à déterminer. |